# Monety próbne II Rzeczypospolitej i Generalnego Gubernatorstwa
Monety próbne II Rzeczypospolitej i Generalnego Gubernatorstwa – monety bite i niewprowadzone do obiegu w okresie II Rzeczypospolitej i czasach Generalnego Gubernatorstwa jako monety pamiątkowe, kolekcjonerskie lub próbne technologiczne. Niekiedy z grupy tej wyłączane są monety początkowo przeznaczone do wprowadzenia do obiegu, które jednak z różnych przyczyn nigdy nie znalazły się w obrocie pieniężnym. Dotyczy to wersji podstawowych monet:
- 5 złotych 1925 Konstytucja ze srebra – próbna/obiegowa,
- 10 złotych 1925 Bolesław I Chrobry ze złota – próbna/obiegowa/bulionowa,
- 20 złotych 1925 Bolesław I Chrobry ze złota – próbna/obiegowa/bulionowa,

których jednak bicia w innych metalach czy nieznacznie zmodyfikowanymi stemplami mają bezdyskusyjnie przypisywany status monet próbnych.

## Monety próbne II Rzeczypospolitej
W okresie II Rzeczypospolitej generalnie monety określane jako próbne sprzedawano w Gabinecie Numizmatycznym Mennicy Państwowej. Emisja była zorganizowana poprzez sekwencyjne zamawianie 10–15 egzemplarzy jednej monety i wystawianie ich do sprzedaży w sklepie mennicy. Po wyczerpaniu transzy wybijano kolejną partię. Zazwyczaj nakłady uzupełniano do 100 sztuk, choć reguły tej nie zawsze przestrzegano. Takie postępowanie wynikało głównie z niezbyt dużego na owe czasy zainteresowania tematem. Jeszcze w 1934 r. można było swobodnie kupić w sklepie mennicy monetę 5 złotych 1925 Konstytucja w cenie 15 złotych, a w owym czasie cena ta niewiele przekraczała wartość kruszcu. Taki sposób emisji i sprzedaży monet próbnych zaowocował dużymi różnicami w metalach, z jakich były one wybijane. Nie zwracano zbytnio uwagi czy kolejne kilkanaście monet będzie materiałowo i wagowo identyczne z poprzednimi partiami. W konsekwencji monety określane jako tombak, brąz czy miedź były efektem dostępności krążków w czasie realizacji kolejnego zamówienia. Podobna sytuacja dotyczyła srebra – raz była to próba 900, potem 925 i wreszcie 950.
Specjalne zarządzenie z 1925 roku nakazywało umieszczanie na wszystkich monetach próbnych kolekcjonerskich wypukłego napisu „PRÓBA”. Nie zawsze tego przestrzegano. Zdarzały się monety nieoznakowane, lub z dobijanym później puncą wklęsłym napisem. Czasami korzystano z dwóch krojów pisma do oznaczania „PRÓBY” tego samego wzoru monety, tworząc niekiedy odmiany odmian – najprawdopodobniej specjalnie dla kolekcjonerów.

### Monety pamiątkowe
Monety pamiątkowe pojawiły się bardzo szybko po uruchomieniu mennicy. Już w kwietniu 1924 roku wybito pięciogroszówkę z datą „12 IV” dla upamiętnienia wizyty prezydenta Stanisława Wojciechowskiego w mennicy. Później jeszcze pięciokrotnie umieszczano na stemplach monet obiegowych daty lub monogramy, albo zastępowano cały awers okolicznościowym tekstem. Monetami tego typu były:
| Lp. | Moneta                               | Napis                                                                                | Materiał | Nakład   | Wydarzenie                                              | Zdjęcie     | Nr Parch. |
| --- | ------------------------------------ | ------------------------------------------------------------------------------------ | -------- | -------- | ------------------------------------------------------- | ----------- | --------- |
| 1   | 5 groszy 1923 12/IV SW 24            | 12/IV SW 24                                                                          | mosiądz  | 500      | Wizyta w mennicy prezydenta Stanisława Wojciechowskiego |             | P107a     |
| 2   | 5 złotych 1925 Konstytucja 3/V SW-WG | SW WG 3/V                                                                            | srebro   | 100      | Uchwalenie Konstytucji 3 maja                           |             | P140a     |
| 3   | 1 grosz 1925 21/V                    | 21/V                                                                                 | brąz     | 1000     | Poświęcenie mennicy                                     |             | P102      |
| 4   | 2 grosze 1925 27/X IM 26             | 27/X IM 26                                                                           | brąz     | 600      | Wizyta w mennicy prezydenta Ignacego Mościckiego        |             | P105      |
| 5   | 5 groszy 1929 Zjazd w Poznaniu       | II ZJAZD NUMIZMATYKÓW I MEDALOGRAFÓW POLSKICH W POZNANIU 3.VI.1929                   | brąz     | 45       | Wybita dla uczestników zjazdu                           |             | P109a     |
| 6   | 5 złotych 1930 Wizyta w Brukseli     | VISITE A LA MONNAIE DE BRUXELLES PAR SON EXCELLENCE M. JACKOWSKI MINISTRE DE POLOGNE | brąz     | nieznany | Wizyta ministra Jackowskiego w mennicy w Brukseli       | awersrewers | P143a     |
| 6   | 5 złotych 1930 Wizyta w Brukseli     | VISITE A LA MONNAIE DE BRUXELLES PAR SON EXCELLENCE M. JACKOWSKI MINISTRE DE POLOGNE | srebro   | nieznany | Wizyta ministra Jackowskiego w mennicy w Brukseli       | awersrewers | P143b     |

Do emisji pamiątkowych zaliczane są też zestawy monet przeznaczone na prezenty. Były to kompletne roczniki z lat 1930, 1931 i 1932 wybite specjalnie polerowanymi stemplami.
Oddzielną grupę stanowią okolicznościowe klipy. Monety te, początkowo bite na gładkich, kwadratowych płytkach doczekały się z czasem oddzielnych projektów, zajmujących całą powierzchnię kwadratu. O wyjątkowym charakterze tych emisji świadczą też oryginalne, ozdobne pudełka w jakich je sprzedawano. W sumie wybito cztery rodzaje takich monet:
| Lp. | Klipa                                                  | Napis | Materiał | Nakład | Zdjęcie | Nr Parch. |
| --- | ------------------------------------------------------ | ----- | -------- | ------ | ------- | --------- |
| 1   | Klipa 10 złotych 1933 Jan III Sobieski                 | PRÓBA | srebro   | 100    |         | P154a     |
| 2   | Klipa 10 złotych 1933 Romuald Traugutt                 |       | srebro   | 100    |         | P156a     |
| 3   | Klipa 10 złotych 1934 Józef Piłsudski-Orzeł Strzelecki |       | srebro   | 300    |         | P159      |
| 4   | Klipa 5 złotych 1936 Żaglowiec                         |       | srebro   | 200    |         | P149a     |
| 4   | Klipa 5 złotych 1936 Żaglowiec                         | brąz  | 200      |        | P149b   |           |

### Monety kolekcjonerskie

#### Monety obiegowe bite stemplem o efekcie lustrzanym
Pierwszą grupę stanowiły monety kolekcjonerskie, które powstały w oparciu o wzory monet obiegowych, poprzez wyróżnienie ich rodzajem stempla. Zaczęto używać stempli specjalnie częściowo zmatowionych kwasem lub polerowanych dla otrzymania efektu monety lustrzanej. Na początku XXI w. znane są następujące monety obiegowe II Rzeczypospolitej wybite stemplem o efekcie lustrzanym:
| Lp. | Moneta                                                             | Moneta                                                             | Nakład   | Zdjęcie     | Nr Parch. |
| --- | ------------------------------------------------------------------ | ------------------------------------------------------------------ | -------- | ----------- | --------- |
| 1   | 1 grosz stempel lustrzany                                          | 1923                                                               | nieznany | nienotowana | P101k     |
| 2   | 1 grosz stempel lustrzany                                          | 1930                                                               | nieznany | nienotowana | P101m     |
| 3   | 1 grosz stempel lustrzany                                          | 1931                                                               | nieznany | nienotowana | P101n     |
| 4   | 1 grosz stempel lustrzany                                          | 1932                                                               | nieznany | nienotowana | P101o     |
| 5   | 2 grosze stempel lustrzany                                         | 1930                                                               | nieznany | nienotowana | P104i     |
| 6   | 2 grosze stempel lustrzany                                         | 1931                                                               | nieznany | nienotowana | P104j     |
| 7   | 2 grosze stempel lustrzany                                         | 1932                                                               | nieznany | nienotowana | P104k     |
| 8   | 5 groszy stempel lustrzany                                         | 1930                                                               | nieznany | nienotowana | P106i     |
| 9   | 5 groszy stempel lustrzany                                         | 1931                                                               | nieznany | nienotowana | P106j     |
| 10  | 5 groszy stempel lustrzany                                         | 1932                                                               | nieznany | nienotowana | P106k     |
| 11  | 20 groszy 1923 stempel lustrzany                                   | 20 groszy 1923 stempel lustrzany                                   | 10       |             | P112e     |
| 12  | 50 groszy 1923 stempel lustrzany                                   | 50 groszy 1923 stempel lustrzany                                   | nieznany |             | P118d     |
| 13  | 1 złoty stempel lustrzany                                          | 1925                                                               | nieznany |             | P124d     |
| 14  | 2 złote 1936 Żaglowiec stempel lustrzany                           | 2 złote 1936 Żaglowiec stempel lustrzany                           | 100      | nienotowana | P138c     |
| 15  | 5 złotych Nike stempel lustrzany                                   | 1928                                                               | nieznany |             | P142d     |
| 16  | 5 złotych Nike stempel lustrzany                                   | 1930                                                               | nieznany |             | P142j     |
| 17  | 5 złotych Nike stempel lustrzany                                   | 1931                                                               | nieznany | nienotowana | P142p     |
| 18  | 5 złotych Nike stempel lustrzany                                   | 1932                                                               | nieznany | nienotowana | P142r     |
| 19  | 5 złotych 1930 Sztandar stempel lustrzany                          | stempel płytki                                                     | 200      |             | P144b     |
| 20  | 5 złotych 1930 Sztandar stempel lustrzany                          | stempel głęboki                                                    | nieznany |             | P144c     |
| 21  | 5 złotych Polonia stempel lustrzany                                | 1932                                                               | nieznany | awersrewers | P145e     |
| 22  | 5 złotych 1934 Józef Piłsudski-Orzeł Strzelecki stempel lustrzany  | 5 złotych 1934 Józef Piłsudski-Orzeł Strzelecki stempel lustrzany  | 100      | awersrewers | P146b     |
| 23  | 10 złotych Polonia stempel lustrzany                               | 1932                                                               | nieznany |             | P152c     |
| 24  | 10 złotych Polonia stempel lustrzany                               | 1933                                                               | nieznany |             | P152h     |
| 25  | 10 złotych 1933 Jan III Sobieski stempel lustrzany                 | 10 złotych 1933 Jan III Sobieski stempel lustrzany                 | 100      |             | P153b     |
| 26  | 10 złotych 1933 Romuald Traugutt stempel lustrzany                 | 10 złotych 1933 Romuald Traugutt stempel lustrzany                 | 100      |             | P155b     |
| 27  | 10 złotych 1934 Józef Piłsudski-Orzeł Strzelecki stempel lustrzany | 10 złotych 1934 Józef Piłsudski-Orzeł Strzelecki stempel lustrzany | 200      |             | P158d     |

Mimo dokumentacji w katalogach aukcyjnych nie udało się ustalić okoliczności wybicia stemplami lustrzanymi 20- i 50-groszówek z datą 1923, które w XXI w. pojawiły się na aukcjach ze wskazaniem na mennicę wiedeńską. Ich wizerunki różnią się jednak rysunkiem od monet obiegowych.

#### Monety próbne kolekcjonerskie

##### Bite stemplem zwykłym
Drugą grupę stanowiły próby kolekcjonerskie, tzn. wzory monet obiegowych z napisem „PRÓBA” oraz wzory monet, które nie trafiły do obiegu, z napisem „PRÓBA” lub bez, bite w niewielkich nakładach, z reguły poniżej 200 sztuk, przeznaczone do obrotu kolekcjonerskiego. Na początku XXI w. do grupy tej zaliczane są numizmaty:
| Lp. | Moneta                                           | Napis                                  | Materiał           | Nakład | Uwagi | Zdjęcie     | Nr Parch.     |
| --- | ------------------------------------------------ | -------------------------------------- | ------------------ | --- | --- | ----------- | ------------- |
| 1   | 1 grosz 1923 KN                                  | KN                                     | brąz               | 30 | bita stemplem odwróconym |             | P101a         |
| 2   | 1 grosz 1927                                     |                                        | srebro             | 100 | |             | P101e         |
| 3   | 2 grosze 1923 Dwukrotny rewers                   |                                        | brąz               | 125 | obie strony monety identyczne |             | P103a         |
| 4   | 2 grosze 1927                                    |                                        | srebro             | 100 | |             | P104e         |
| 5   | 2 grosze 1927                                    | nikiel                                 | 20                 | | nienotowana | P104d       |               |
| 6   | 5 groszy 1923                                    |                                        | srebro             | 100 | |             | P106c         |
| 7   | 5 groszy 1923                                    | mosiądz                                | 10                 | wklęsły napis na rancie „MENNICA PAŃSTWOWA”                                                                 | | P106d       |               |
| 8   | 5 groszy 1925                                    |                                        | aluminium          | 15 | | awersrewers | P106e         |
| 9   | 10 groszy 1938                                   | PRÓBA                                  | brąz               | 100 | stary orzeł (awers Wojciecha Jastrzębowskiego) | nienotowana | P111a         |
| 10  | 20 groszy 1923                                   |                                        | mosiądz            | 30 | |             | P112a         |
| 11  | 20 groszy 1924                                   |                                        | nikiel             | 10 | |             | P112c         |
| 12  | 20 groszy 1938                                   | PRÓBA                                  | żelazo niklowane   | 100 | nowy orzeł (awers Józefa Aumillera), istnieją również monety bez napisu „PRÓBA” (P114b)                                                                                               | awersrewers | P114a         |
| 13  | 50 marek polskich 1923                           |                                        | brąz               | 120 | nominał „50” bez nazwy „marek polskich”, istnieją również bicia w srebrze na innej monecie (P117f)                                                                                    | awersrewers | P117a         |
| 14  | 50 marek polskich 1923                           | srebro                                 | 12                 | awersrewers                                                                                                 | nominał „50” bez nazwy „marek polskich”, istnieją również bicia w srebrze na innej monecie (P117f)                                                                                    | P117b P117f |               |
| 15  | 50 groszy 1923                                   |                                        | mosiądz            | 30 | | awersrewers | P118a         |
| 16  | 50 groszy 1938                                   | PRÓBA                                  | żelazo (niklowane) | 120 | nowy orzeł (awers Józefa Aumillera), średnica 23 mm | awersrewers | P121a (P121b) |
| 17  | 50 groszy 1938                                   | PRÓBA                                  | żelazo (niklowane) | 100 | nowy orzeł (awers Józefa Aumillera), średnica 24,5 mm |             | P122a (P122b) |
| 18  | 50 groszy 1938                                   | PRÓBA                                  | aluminium          | 10 | nowy orzeł (awers Józefa Aumillera), średnica 23 mm | awersrewers | P121c         |
| 19  | 50 groszy 1938 Duże cyfry 50                     | PRÓBA                                  | żelazo niklowane   | 200 | nowy orzeł (awers Józefa Aumillera), średnica 24,5 mm | nienotowana | P123a         |
| 20  | 1 złoty 1924                                     | ESSAI                                  | srebro             | 15 | przed „1924” róg, po „1924” pochodnia |             | P124a         |
| 21  | 1 złoty 1924                                     |                                        | srebro             | 8 | po „1924” litera H | awersrewers | P124c         |
| 22  | 1 złoty 1928 Wieniec zbożowy                     |                                        | nikiel             | 15 | istnieją egzemplarze bite w miedzi (P125c) |             | P125a         |
| 23  | 1 złoty 1928 Wieniec zbożowy                     | tombak                                 | 8                  | awersrewers                                                                                                 | istnieją egzemplarze bite w miedzi (P125c) | P125b       |               |
| 24  | 1 złoty 1928 Wieniec zbożowy                     | brąz                                   | 125                | | istnieją egzemplarze bite w miedzi (P125c) | P125d       |               |
| 25  | 1 złoty 1928 Wieniec dębowy                      |                                        | nikiel             | 35 | ze znakiem mennicy warszawskiej po „ZŁOTY” |             | P126a         |
| 26  | 1 złoty 1928 Wieniec dębowy                      | brąz                                   | 32                 | ze znakiem mennicy warszawskiej po „ZŁOTY”, istnieją egzemplarze bite w brązie stemplem odwróconym (P126bb) | awersrewers | P126b       |               |
| 27  | 1 złoty 1928 Wieniec dębowy                      | PRÓBA                                  | nikiel             | 110 | bez znaku mennicy warszawskiej, istnieją egzemplarze ze znakiem mennicy po „ZŁOTY” (P126c), istnieją egzemplarze bite stemplem lustrzanym (P126e)                                     |             | P126d         |
| 28  | 1 złoty 1928 Wieniec kwiatowy przewiązany        |                                        | nikiel             | 30 | ze znakiem mennicy warszawskiej po „ZŁOTY” |             | P127a         |
| 29  | 1 złoty 1928 Wieniec kwiatowy przewiązany        | brąz                                   | 105                | awersrewers                                                                                                 | ze znakiem mennicy warszawskiej po „ZŁOTY” | P127b       |               |
| 30  | 1 złoty 1928 Wieniec kwiatowy przewiązany        | miedź                                  | 5                  | | ze znakiem mennicy warszawskiej po „ZŁOTY” | P127c       |               |
| 31  | 1 złoty 1929 Wieniec kwiatowy nieprzewiązany     | PRÓBA                                  | nikiel             | 115 | bez znaku mennicy, awers M. Kotarbińskiego jak na obiegowej złotówce z 1929 r. istnieją egzemplarze bez napisu „PRÓBA” (P128e), istnieją egzemplarze bite stemplem lustrzanym (P128f) |             | P128d P128e   |
| 32  | 1 złoty 1929                                     |                                        | miedź              | 12 | masa 7,05 grama | nienotowana | P129a         |
| 33  | 1 złoty 1929                                     | brąz                                   | 12                 | masa 4,75 grama                                                                                             | | P129h       |               |
| 34  | 1 złoty 1929                                     | PRÓBA                                  | aluminium          | 10 | wklęsły napis „PRÓBA” z lewej strony na rewersie |             | P129c         |
| 34  | 1 złoty 1929                                     | PRÓBA                                  | aluminium          | 10 | wklęsły napis „PRÓBA” z prawej strony na rewersie |             | P129e         |
| 35  | 1 złoty 1929                                     |                                        | aluminium          | 12 | |             | P129b         |
| 36  | 1 złoty 1932 Polonia                             | PRÓBA                                  | srebro             | 120 | |             | P131a         |
| 37  | 1 złoty 1932 Polonia                             | PRÓBA                                  | brąz               | 100 | | P131b       |               |
| 38  | 2 złote 1924                                     |                                        | mosiądz            | 40 | bez żadnego znaku mennicy |             | P133f         |
| 39  | 2 złote 1924                                     | srebro                                 | 100                | | bez żadnego znaku mennicy | P133a       |               |
| 40  | 2 złote 1924                                     | srebro                                 | ESSAI              | 15 | przed „1924” róg, po „1924” pochodnia |             | P133c         |
| 41  | 2 złote 1924                                     | srebro                                 |                    | 60 | po „1924” litera H, bita stemplem odwróconym |             | P133d         |
| 42  | 2 złote 1924                                     | srebro                                 | 10                 | przed „1924” znak mennicy Warszawa                                                                          | awersrewers | P133j       |               |
| 43  | 2 złote 1925                                     |                                        | srebro             | 10 | po „1925” znak mennicy Warszawa |             | P133g         |
| 44  | 2 złote 1927                                     |                                        | srebro             | 100 | |             | P136a         |
| 45  | 2 złote 1927                                     | PRÓBA                                  | srebro             | 100 | |             | P136d         |
| 46  | 2 złote 1927                                     | PRÓBA                                  | brąz               | 10 | na rewersie wklęsły napis „PRÓBA” |             | P136f         |
| 47  | 2 złote 1933 Polonia                             | PRÓBA                                  | srebro             | 110 | |             | P137a         |
| 48  | 2 złote 1933 Polonia                             | PRÓBA                                  | brąz               | 100 | | P137b       |               |
| 49  | 2 złote 1936 Żaglowiec                           | PRÓBA                                  | srebro             | 100 | istnieją monety z większym napisem „PRÓBA” (P138f) |             | P138a P138f   |
| 50  | 5 złotych 1925 Konstytucja 100 perełek           |                                        | mosiądz            | 60 | znak mennicy warszawskiej na awersie | awersrewers | P139b         |
| 51  | 5 złotych 1925 Konstytucja 81 perełek            |                                        | tombak             | 100 | znak mennicy warszawskiej na awersie |             | P139a         |
| 52  | 5 złotych 1927 Nike                              | PRÓBA                                  | srebro             | 81 | |             | P141a         |
| 53  | 5 złotych 1927 Nike                              |                                        | srebro             | 20 | P141c |             |               |
| 54  | 5 złotych 1927 Nike                              | brąz                                   | 100                | | P141d |             |               |
| 55  | 5 złotych 1928 Nike stempel głęboki              |                                        | srebro             | 20 | wklęsły napis na rancie „SALUS REIPUBLICAE SUPREMA LEX” (P142a) albo bez napisu (P142b)                                                                                               |             | P142a P142b   |
| 56  | 5 złotych 1930 Sztandar stempel głęboki          | PRÓBA                                  | brąz               | 20 | napis „PRÓBA” wklęsły | awersrewers | P144a         |
| 57  | 5 złotych 1933 Polonia                           | PRÓBA                                  | srebro             | 100 | | awersrewers | P145b         |
| 58  | 5 złotych 1933 Polonia                           | PRÓBA                                  | brąz               | 100 | awersrewers | P145c       |               |
| 59  | 5 złotych 1934 Józef Piłsudski-Orzeł Strzelecki  | PRÓBA                                  | srebro             | 100 | |             | P146a         |
| 60  | 5 złotych 1934 Józef Piłsudski-Orzeł Strzelecki  | PRÓBA                                  | brąz               | 100 | | P146c       |               |
| 61  | 5 złotych 1936 Żaglowiec                         | PRÓBA                                  | srebro             | 110 | istnieją monety z większym napisem „PRÓBA” (P148c) |             | P148a P148c   |
| 62  | 10 złotych 1925 Profile kobiety i mężczyzny      |                                        | brąz               | 100 | moneta bez znaku mennicy warszawskiej |             | P150a         |
| 62  | 10 złotych 1925 Profile kobiety i mężczyzny      | moneta ze znakiem mennicy warszawskiej | brąz               | 100 | | P150d       |               |
| 63  | 10 złotych 1925 Profile kobiety i mężczyzny      | srebro                                 | 50                 | | | P150b       |               |
| 64  | 10 złotych 1925 Bolesław Chrobry                 |                                        | brąz               | 154 | ząbkowanie rantu z „linią” (P151f) albo „bez linii” (P151a) |             | P151a P151f   |
| 65  | 10 złotych 1932 Polonia                          | PRÓBA                                  | srebro             | 100 | napis „PRÓBA” wypukły |             | P152a         |
| 66  | 10 złotych 1932 Polonia                          | PRÓBA                                  | brąz               | 10 | napis „PRÓBA” wklęsły |             | P152b         |
| 67  | 10 złotych 1933 Polonia                          | PRÓBA                                  | brąz               | 100 | | awersrewers | P152d         |
| 68  | 10 złotych 1933 Jan III Sobieski                 | PRÓBA                                  | srebro             | 100 | |             | P153a         |
| 69  | 10 złotych 1933 Romuald Traugutt                 | PRÓBA                                  | srebro             | 100 | |             | P155a         |
| 70  | 10 złotych 1934 Józef Piłsudski-Orzeł Strzelecki | PRÓBA                                  | srebro             | 100 | |             | P158a         |
| 71  | 10 złotych 1934 Józef Piłsudski-Orzeł Strzelecki | PRÓBA                                  | brąz               | 100 | awersrewers | P158b       |               |
| 72  | 10 złotych 1934 Klamry                           | PRÓBA                                  | srebro             | 100 | średnica 33 mm |             | P160a         |
| 73  | 10 złotych 1934 Klamry                           | PRÓBA                                  | tombak             | 3 | średnica 33 mm |             | P160c         |
| 74  | 10 złotych 1934 Klamry                           | PRÓBA                                  | żelazo niklowane   | 130 | średnica 23 mm | nienotowana | P161a         |
| 75  | 10 złotych 1938 Klamry                           | PRÓBA                                  | aluminium          | 10 | |             | P169          |
| 76  | 20 złotych 1924 Monogram RP                      |                                        | brąz               | 120 | |             | P162b         |
| 77  | 20 złotych 1924 Monogram RP                      | srebro                                 | 10                 | awersrewers                                                                                                 | P162a |             |               |
| 78  | 20 złotych 1925 Bolesław Chrobry                 |                                        | brąz               | 35 | |             | P163a         |
| 79  | 20 złotych 1925 Bolesław Chrobry                 | nikiel                                 | 20                 | nienotowana                                                                                                 | P163b |             |               |
| 80  | 20 złotych 1925 Polonia                          |                                        | brąz               | 105 | |             | P164a         |
| 81  | 20 złotych 1925 Polonia                          | miedź                                  | 10                 | | P164b |             |               |
| 82  | 20 złotych 1925 Polonia                          | srebro                                 | 12                 | nienotowana                                                                                                 | P164c |             |               |
| 83  | 20 złotych 1925 Polonia                          | złoto                                  | 5                  | | P164e |             |               |
| 84  | 50 złotych 1924 Klęczący rycerz                  |                                        | miedź              | 105 | |             | P165a         |
| 85  | 100 marek polskich 1922 Józef Piłsudski          |                                        | brąz               | 100 | |             | P166b         |
| 86  | 100 marek polskich 1922 Józef Piłsudski          | miedź                                  | 60                 | awersrewers                                                                                                 | P166a |             |               |
| 87  | 100 marek polskich 1922 Józef Piłsudski          | srebro                                 | 50                 | istnieją monety z „małym” (P166e) albo z „dużym” orłem na awersie (P166h)                                   | | P166e P166h |               |
| 88  | 100 marek polskich 1922 Józef Piłsudski          | mosiądz                                | 10                 | istnieją monety z „małym” (P166c) albo z „dużym” orłem na awersie (P166i)                                   | awersrewers | P166c P166i |               |
| 89  | 100 marek polskich 1922 Józef Piłsudski          | cyna                                   | 4                  | | nienotowana | P166d       |               |
| 90  | 100 marek polskich 1922 Józef Piłsudski          | złoto                                  | 3                  | | P166f |             |               |
| 91  | 100 złotych 1925 Mikołaj Kopernik                | PRÓBA                                  | srebro             | | średnica 35 mm |             | brak          |
| 92  | 100 złotych 1925 Mikołaj Kopernik                |                                        | srebro             | 50 | średnica 20,5 mm |             | P168a P168d   |
| 93  | 100 złotych 1925 Mikołaj Kopernik                | brąz                                   | 100                | | średnica 20,5 mm | P168b       |               |

##### Bite stemplem o efekcie lustrzanym
Niekiedy poprawione stemple wykorzystywano również do specjalnego bicia niektórych monet nieobiegowych, bądź próbnych wersji monet obiegowych (z umieszczonym napisem „PRÓBA”), tworząc w ten sposób kolejną, trzecią grupę monet kolekcjonerskich. Nakłady większości monet tego typu są nieznane, co może wskazywać, że poza kilkoma wyjątkami, w ogromnej większości powstawały one przy okazji lub w ramach zwykłych emisji kolekcjonerskich. Na początku XXI w. znane są takie egzemplarze:
| Lp. | Moneta                                                                     | Napis | Materiał | Nakład   | Uwagi | Zdjęcie        | Nr Parch.   |
| --- | -------------------------------------------------------------------------- | ----- | -------- | -------- | --- | -------------- | ----------- |
| 1   | 20 groszy 1924 stempel lustrzany                                           |       | nikiel   | nieznany | | nienotowana    | P112d       |
| 2   | 1 złoty 1924 stempel lustrzany                                             | ESSAI | srebro   | 40       | |                | P124b       |
| 3   | 1 złoty 1928 wieniec dębowy stempel lustrzany                              | PRÓBA | nikiel   | nieznany | |                | P126e       |
| 4   | 1 złoty 1929 wieniec kwiatowy nieprzewiązany stempel lustrzany             | PRÓBA | nikiel   | nieznany | |                | P128f       |
| 5   | 2 złote 1927 stempel lustrzany                                             | PRÓBA | srebro   | nieznany | | awersrewers    | P136e       |
| 6   | 2 złote 1927 stempel lustrzany                                             |       | srebro   | 100      | | P136b          |             |
| 7   | 2 złote 1936 Żaglowiec stempel lustrzany                                   | PRÓBA | srebro   | nieznany | | awersrewers    | P138b       |
| 8   | 5 złotych 1925 Konstytucja 81 perełek ze znakiem mennicy stempel lustrzany |       | srebro   | nieznany | |                | P139f       |
| 9   | 5 złotych 1925 Konstytucja 81 perełek bez znaku mennicy stempel lustrzany  |       | srebro   | nieznany | z napisem na rancie (P139m) albo bez napisu (P139k)                                                           | awersrewers    | P139m P139k |
| 10  | 5 złotych 1927 Nike stempel lustrzany                                      | PRÓBA | srebro   | nieznany | | awersrewers    | P141e       |
| 11  | 5 złotych 1933 Polonia stempel lustrzany                                   | PRÓBA | srebro   | nieznany | | awersrewers    | P145f       |
| 12  | 5 złotych 1934 Józef Piłsudski-Orzeł Strzelecki stempel lustrzany          | PRÓBA | srebro   | nieznany | |                | P146e       |
| 13  | 5 złotych 1934 Józef Piłsudski-Orzeł Strzelecki stempel lustrzany          | PRÓBA | brąz     | nieznany | awersrewers                                                                                                   | P146d          |             |
| 14  | 5 złotych 1936 Żaglowiec stempel lustrzany                                 | PRÓBA | srebro   | nieznany | |                | P148d       |
| 15  | klipa 5 złotych 1936 Żaglowiec stempel lustrzany                           |       | srebro   | nieznany | |                | P149c       |
| 16  | 10 złotych 1933 Jan III Sobieski stempel lustrzany                         | PRÓBA | srebro   | nieznany | | awersrewers    | P153c       |
| 17  | klipa 10 złotych 1933 Jan III Sobieski stempel lustrzany                   | PRÓBA | srebro   | nieznany | | awers i rewers | P154c       |
| 18  | 10 złotych 1933 Romuald Traugutt stempel lustrzany                         | PRÓBA | srebro   | nieznany | | awersrewers    | P155c       |
| 19  | klipa 10 złotych 1933 Romuald Traugutt stempel lustrzany                   |       | srebro   | nieznany | | awersrewers    | P156b       |
| 20  | 10 złotych 1934 Józef Piłsudski-Orzeł Strzelecki stempel lustrzany         | PRÓBA | srebro   | 100      | |                | P158c       |
| 21  | 10 złotych 1934 Józef Piłsudski-Orzeł Strzelecki stempel lustrzany         | PRÓBA | brąz     | nieznany | | awersrewers    | P158e       |
| 22  | klipa 10 złotych 1934 Józef Piłsudski-Orzeł Strzelecki stempel lustrzany   |       | srebro   | nieznany | | awersrewers    | brak        |
| 23  | 10 złotych 1934 Klamry stempel lustrzany                                   | PRÓBA | srebro   | nieznany | średnica 33 mm                                                                                                |                | P160e       |
| 24  | 20 złotych 1925 Bolesław Chrobry stempel lustrzany                         |       | złoto    | nieznany | wybita stemplem głębokim, rant gładki                                                                         |                | P163c       |
| 25  | 100 złotych 1925 Mikołaj Kopernik stempel lustrzany                        | PRÓBA | srebro   | 100      | średnica 35 mm, wklęsły napis na rancie: „SALUS REIPUBLICAE SUPREMA LEX” autor projektu – Stanisław Szukalski | awersrewers    | P167a       |

#### Kolekcjonerskie odbitki monet w różnych metalach
Poza oficjalną ofertą wybijano także monety z najróżniejszych metali, w tym ze złota. Ilości wybitych w ten sposób egzemplarzy są nie do ustalenia. Monety te tworzą czwartą grupę monet kolekcjonerskich. O szczególnej atmosferze panującej w mennicy w stosunku do monet próbnych-kolekcjonerskich wspomina kustosz Gabinetu Numizmatycznego Władysław Terlecki, opisując praktykę wykonywania złotych odbitek dowolnych monet dla osób polecanych przez ośrodki władzy. Co prawda ustawa z 1924 roku dopuszczała bicie złotych monet z powierzonego złota, ale odnosiło się to wyłącznie do zatwierdzonych wzorów 10, 20, 50 i 100-złotówek.
W opracowaniach o charakterze katalogowym opisywanych jest dużo różnych bić monet, szczególnie próbnych kolekcjonerskich, wykonanych w różnych metalach, dla których typową jest informacja – nakład nieznany. Większość takich numizmatów to efekty praktyk opisywanych przez Władysława Terleckiego, a stosowanych przez Mennicę Państwową w okresie międzywojennym.
Pod koniec drugiego dziesięciolecia XXI w. znane są następujące odbitki monet obiegowych bądź próbnych kolekcjonerskich bite w nieznanych nakładach w różnych metalach:
| Lp. | Moneta                                             | Moneta                                             | Materiał      | Uwagi                                                                                  | Zdjęcie        | Nr Parch.   |
| --- | -------------------------------------------------- | -------------------------------------------------- | ------------- | -------------------------------------------------------------------------------------- | -------------- | ----------- |
| 1   | 1 grosz                                            | 1923                                               | mosiądz       | stemplem odwróconym                                                                    | nienotowana    | P101b       |
| 2   | 1 grosz                                            | 1923                                               | złoto         |                                                                                        | nienotowana    | P101c       |
| 3   | 1 grosz                                            | 1923                                               | nikiel        | znak mennicy Warszawa pod łapą orła z prawej strony                                    | nienotowana    | P101d       |
| 4   | 1 grosz                                            | 1925                                               | srebro        | znak mennicy Warszawa pod łapą orła z prawej strony                                    |                | P101p       |
| 5   | 1 grosz                                            | 1927                                               | złoto         | znak mennicy Warszawa pod łapą orła z prawej strony                                    | nienotowana    | P101f       |
| 6   | 1 grosz                                            | 1928                                               | złoto         | znak mennicy Warszawa pod łapą orła z prawej strony                                    | nienotowana    | P101g       |
| 7   | 1 grosz                                            | 1932                                               | złoto         | znak mennicy Warszawa pod łapą orła z prawej strony                                    | nienotowana    | P101h       |
| 8   | 2 grosze 1923 Dwukrotny rewers                     | 2 grosze 1923 Dwukrotny rewers                     | srebro        |                                                                                        |                | P103c       |
| 9   | 2 grosze 1923 Dwukrotny rewers                     | 2 grosze 1923 Dwukrotny rewers                     | złoto         | awers1awers2                                                                           | P103d          |             |
| 10  | 2 grosze 1923 Dwukrotny rewers                     | 2 grosze 1923 Dwukrotny rewers                     | nikiel        | nienotowana                                                                            | P103e          |             |
| 11  | 2 grosze                                           | 1923                                               | brąz          | znak mennicy Warszawa pod łapą orła z prawej strony                                    | nienotowana    | P104a       |
| 12  | 2 grosze                                           | 1923                                               | złoto         | znak mennicy Warszawa pod łapą orła z prawej strony                                    | nienotowana    | P104b       |
| 13  | 2 grosze                                           | 1925                                               | mosiądz       | znak mennicy Warszawa pod łapą orła z prawej strony                                    | nienotowana    | P104c       |
| 14  | 2 grosze                                           | 1925                                               | miedź         | cienki krążek, bez znaku mennicy                                                       | nienotowana    | P104g       |
| 15  | 2 grosze                                           | 1928                                               | mosiądz       | cienki krążek, znak mennicy Warszawa pod łapą orła z prawej strony                     | nienotowana    | P104h       |
| 16  | 5 groszy                                           | 1923                                               | brąz          | bez znaku mennicy                                                                      | awersrewers    | P106a       |
| 17  | 5 groszy                                           | 1923                                               | nikiel        | bez znaku mennicy                                                                      | nienotowana    | P106b       |
| 18  | 5 groszy                                           | 1925                                               | miedzionikiel | znak mennicy Warszawa pod łapą orła z prawej strony                                    | awersrewers    | P106f       |
| 19  | 5 groszy                                           | 1925                                               | cynk          | znak mennicy Warszawa pod łapą orła z prawej strony                                    | awersrewers    | P106g       |
| 20  | 5 groszy                                           | 1925                                               | mosiądz       | znak mennicy Warszawa pod łapą orła z prawej strony                                    | nienotowana    | P106h       |
| 21  | 5 groszy 1923 12/IV SW 24                          | 5 groszy 1923 12/IV SW 24                          | miedź         |                                                                                        | nienotowana    | P107b       |
| 22  | 5 groszy 1929 Zjazd w Poznaniu                     | 5 groszy 1929 Zjazd w Poznaniu                     | mosiądz       |                                                                                        |                | P109b       |
| 23  | 10 groszy 1938                                     | 10 groszy 1938                                     | mosiądz       |                                                                                        | nienotowana    | P111b       |
| 24  | 50 marek polskich 1923                             | 50 marek polskich 1923                             | złoto         |                                                                                        |                | P117c       |
| 25  | 50 marek polskich 1923                             | 50 marek polskich 1923                             | mosiądz       | nienotowana                                                                            | P117d          |             |
| 26  | 50 marek polskich 1923                             | 50 marek polskich 1923                             | miedź         |                                                                                        | P117e          |             |
| 27  | 50 groszy 1938 Duże cyfry 50                       | 50 groszy 1938 Duże cyfry 50                       | aluminium     |                                                                                        | nienotowana    | P123b       |
| 28  | 50 groszy 1938 Duże cyfry 50                       | 50 groszy 1938 Duże cyfry 50                       | miedzionikiel |                                                                                        | P123c          |             |
| 29  | 1 złoty 1928 Wieniec zbożowy                       | 1 złoty 1928 Wieniec zbożowy                       | miedź         |                                                                                        | awersrewers    | P125c       |
| 30  | 1 złoty 1928 Wieniec dębowy                        | 1 złoty 1928 Wieniec dębowy                        | brąz          | bita stemplem odwróconym                                                               |                | P126bb      |
| 31  | 1 złoty 1928 Wieniec dębowy                        | 1 złoty 1928 Wieniec dębowy                        | nikiel        | na rewersie pod cyfrą „1” wypukły napis „PRÓBA”, znak mennicy Warszawa po „ZŁOTY”      | awersrewers    | P126c       |
| 32  | 1 złoty 1929                                       | 1 złoty 1929                                       | nikiel        | jak obiegowa, ale bez znaku mennicy warszawskiej na rewersie                           | awersrewers    | P129d       |
| 33  | 2 złote 1927                                       | 2 złote 1927                                       | miedź         | bez znaku mennicy warszawskiej                                                         | nienotowana    | P136c       |
| 34  | 2 złote 1927                                       | 2 złote 1927                                       | miedź         | znak mennicy Warszawa na awersie, wklęsły napis „PRÓBA”                                | awersrewers    | P136i       |
| 35  | 2 złote 1936 Żaglowiec                             | 2 złote 1936 Żaglowiec                             | aluminium     | bez napisu „PRÓBA”                                                                     |                | P138d       |
| 36  | 2 złote 1936 Żaglowiec                             | 2 złote 1936 Żaglowiec                             | aluminium     | wklęsły napis „PRÓBA”                                                                  |                | P138e       |
| 37  | 5 złotych 1925 Konstytucja 100 perełek             | 5 złotych 1925 Konstytucja 100 perełek             | złoto         |                                                                                        | nienotowana    | P139c       |
| 38  | 5 złotych 1925 Konstytucja 100 perełek             | 5 złotych 1925 Konstytucja 100 perełek             | srebro        | znak mennicy warszawskiej na awersie znacznie większy niż na monetach bitych do obiegu |                | P139d       |
| 39  | 5 złotych 1925 Konstytucja 100 perełek             | 5 złotych 1925 Konstytucja 100 perełek             | mosiądz       | znak mennicy warszawskiej na awersie znacznie większy niż na monetach bitych do obiegu | nienotowana    | P139e P139j |
| 40  | 5 złotych 1925 Konstytucja 81 perełek              | 5 złotych 1925 Konstytucja 81 perełek              | srebro        | bez znaku mennicy warszawskiej na awersie, z napisem na rancie albo bez napisu         |                | P139h P139l |
| 41  | 5 złotych 1925 Konstytucja 81 perełek              | 5 złotych 1925 Konstytucja 81 perełek              | złoto         | ze znakiem mennicy warszawskiej na awersie                                             |                | P139g       |
| 42  | 5 złotych 1925 Konstytucja 3/V SW-WG               | 5 złotych 1925 Konstytucja 3/V SW-WG               | złoto         |                                                                                        | nienotowana    | P140b       |
| 43  | 5 złotych 1927 Nike                                | 5 złotych 1927 Nike                                | brąz          | na rewersie wypukły napis „PRÓBA”, rant gładki                                         | nienotowana    | P141b       |
| 44  | 5 złotych 1927 Nike                                | 5 złotych 1927 Nike                                | miedź         | bez znaku mennicy Warszawa, bez napisu „PRÓBA”                                         |                | P141f       |
| 45  | 5 złotych Nike                                     | 1928                                               | miedź         | bita stemplem głębokim                                                                 |                | P142c       |
| 46  | 5 złotych Nike                                     | 1928                                               | miedź         | bita stemplem płytkim (jak obiegowa)                                                   |                | P142n       |
| 47  | 5 złotych Nike                                     | 1928                                               | nikiel        | z prawej na rewersie wklęsły napis „ESSAI”                                             |                | P142e       |
| 48  | 5 złotych Nike                                     | 1928                                               | mosiądz       | bita stemplem płytkim                                                                  |                | P142y       |
| 49  | 10 złotych 1925 Profile kobiety i mężczyzny        | 10 złotych 1925 Profile kobiety i mężczyzny        | złoto         |                                                                                        | nienotowana    | P150c       |
| 50  | 10 złotych 1925 Bolesław Chrobry                   | 10 złotych 1925 Bolesław Chrobry                   | srebro        | na rewersie wklęsły napis „PRÓBA”                                                      |                | P151b       |
| 51  | 10 złotych 1925 Bolesław Chrobry                   | 10 złotych 1925 Bolesław Chrobry                   | miedź         |                                                                                        | nienotowana    | P151c       |
| 52  | 10 złotych 1925 Bolesław Chrobry                   | 10 złotych 1925 Bolesław Chrobry                   | aluminium     | nienotowana                                                                            | P151d          |             |
| 53  | 10 złotych 1925 Bolesław Chrobry                   | 10 złotych 1925 Bolesław Chrobry                   | złoto         | stempel głęboki, rant ząbkowany z linią, typowy dla bić próbnych w złocie              |                | P151e       |
| 54  | 10 złotych 1934 Klamry średnica 23 mm              | 10 złotych 1934 Klamry średnica 23 mm              | miedzionikiel |                                                                                        | awersrewers    | P161d       |
| 55  | 20 złotych 1924 Monogram RP                        | 20 złotych 1924 Monogram RP                        | złoto         |                                                                                        | nienotowana    | P162c       |
| 56  | 20 złotych 1925 Bolesław Chrobry                   | 20 złotych 1925 Bolesław Chrobry                   | nowe srebro   |                                                                                        |                | P163d       |
| 57  | 20 złotych 1925 Bolesław Chrobry                   | 20 złotych 1925 Bolesław Chrobry                   | miedź         |                                                                                        | awersrewers    | P163e P163g |
| 58  | 20 złotych 1925 Bolesław Chrobry                   | 20 złotych 1925 Bolesław Chrobry                   | miedzionikiel |                                                                                        |                | P163h       |
| 59  | 20 złotych 1925 Polonia                            | 20 złotych 1925 Polonia                            | mosiądz       |                                                                                        |                | P164d       |
| 60  | 50 złotych 1924 Klęczący rycerz                    | 50 złotych 1924 Klęczący rycerz                    | brąz          |                                                                                        | awers i rewers | P165f       |
| 61  | 50 złotych 1924 Klęczący rycerz                    | 50 złotych 1924 Klęczący rycerz                    | ołów          | nienotowana                                                                            | P165b          |             |
| 62  | 50 złotych 1924 Klęczący rycerz                    | 50 złotych 1924 Klęczący rycerz                    | aluminium     |                                                                                        | P165c          |             |
| 63  | 50 złotych 1924 Klęczący rycerz                    | 50 złotych 1924 Klęczący rycerz                    | srebro        | nienotowana                                                                            | P165e          |             |
| 64  | 50 złotych 1924 Klęczący rycerz                    | 50 złotych 1924 Klęczący rycerz                    | złoto         |                                                                                        | P165d          |             |
| 65  | 100 marek polskich 1922                            | 100 marek polskich 1922                            | złoto         | na awersie wklęsły napis „PRÓBA”                                                       | awersrewers    | P166g       |
| 66  | 100 złotych 1925 Mikołaj Kopernik średnica 35 mm   | 100 złotych 1925 Mikołaj Kopernik średnica 35 mm   | miedź         |                                                                                        | nienotowana    | P167c       |
| 67  | 100 złotych 1925 Mikołaj Kopernik średnica 35 mm   | 100 złotych 1925 Mikołaj Kopernik średnica 35 mm   | srebro        | bita stemplem zwykłym bez napisu na rancie, istnieją bicia na monecie 1 rubel 1924 r.  |                | P167b P168d |
| 68  | 100 złotych 1925 Mikołaj Kopernik średnica 20,5 mm | 100 złotych 1925 Mikołaj Kopernik średnica 20,5 mm | miedź         |                                                                                        | nienotowana    | P168e       |
| 69  | 100 złotych 1925 Mikołaj Kopernik średnica 20,5 mm | 100 złotych 1925 Mikołaj Kopernik średnica 20,5 mm | nikiel        | nienotowana                                                                            | P168f          |             |
| 70  | 100 złotych 1925 Mikołaj Kopernik średnica 20,5 mm | 100 złotych 1925 Mikołaj Kopernik średnica 20,5 mm | złoto         | awersrewers                                                                            | P168i P168c    |             |

### Próby technologiczne
Prawdziwych prób technologicznych było stosunkowo niewiele. Według założeń nie miały one prawa opuszczać mennicy. Monet tych nie było nigdy w oficjalnej ofercie sprzedaży Gabinetu Numizmatycznego, jednak w nie do końca jasnych okolicznościach pojawiały się w obrocie kolekcjonerskim. Do monet próbnych technologicznych należą odbitki jednostronne lub wykonane na nietypowych krążkach w celu sprawdzenia jakość każdego nowo wyprodukowanego stempla. Używano do tego tanich krążków z miedzi czy brązu, a później srebra.
Najwcześniejszą próbą technologiczną była moneta 50 groszy z 1919 r. przypisywana mennicy w Birmingham, bita w miedzioniklu, w okresie gdy w obiegu były marki polskie.
Próbami technologicznymi były belgijskie bicia z napisem „ESSAI” i tajemniczymi cyframi, a także filadelfijskie znaczone puncą „U.S.M.”, czy angielskie ze znakiem probierczym srebra.
Warszawskie próby technologiczne nierzadko nie miały znaku mennicy lub pełnej daty. Często inną ich cechą charakterystyczną było użycie mikro napisu „PRÓBA”. Znaki te były tak małe, że niekiedy dublowano je większą puncą. Wklęsły napis wybity puncą używany był natomiast na monetach o zmiennej masie, żeby zabezpieczyć się przed trafieniem ich do obiegu. Brutalnie przybita punca chroniła też przed oszustwem w przypadku, gdy np. masa odbitki z brązu zbliżała się do masy monety ze złota.
Niepodważalną technologiczną próbą stempla było wybicie nietypowej wersji dziesięciozłotówki z Bolesławem I Chrobrym w połączeniu z awersem dwudziestozłotówki – unikatowej hybrydy, ponieważ na każdej stronie monety był inny nominał.
Osobnym próbami technologicznymi były dziesięciozłotówki Polonia, na których znaki mennicy znajdował się na rewersie. Ośmiokrotne użycie znaku mennicy – herbu Kościesza – wyglądało tak, jakby rytownik chciał sprawdzić jakość puncy.
Innym rodzajem prób technologicznych były „wynalazki” wybite w bizmucie. Nie można jednoznacznie określić kto, kiedy i gdzie wyprodukował te dziesięciozłotowe monety z datą 1934. Matryc użytych do ich wybicia nie ma w XXI w. w zbiorach Gabinetu Numizmatycznego Mennicy.

Monety próbne technologiczne
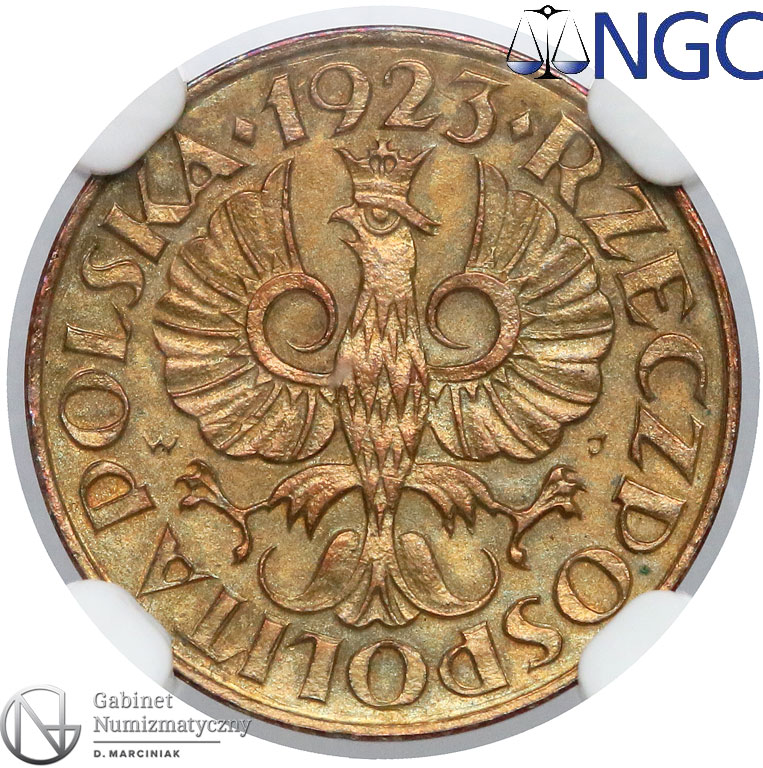
Jednostronna próba awersu 1 grosz 1923 awers
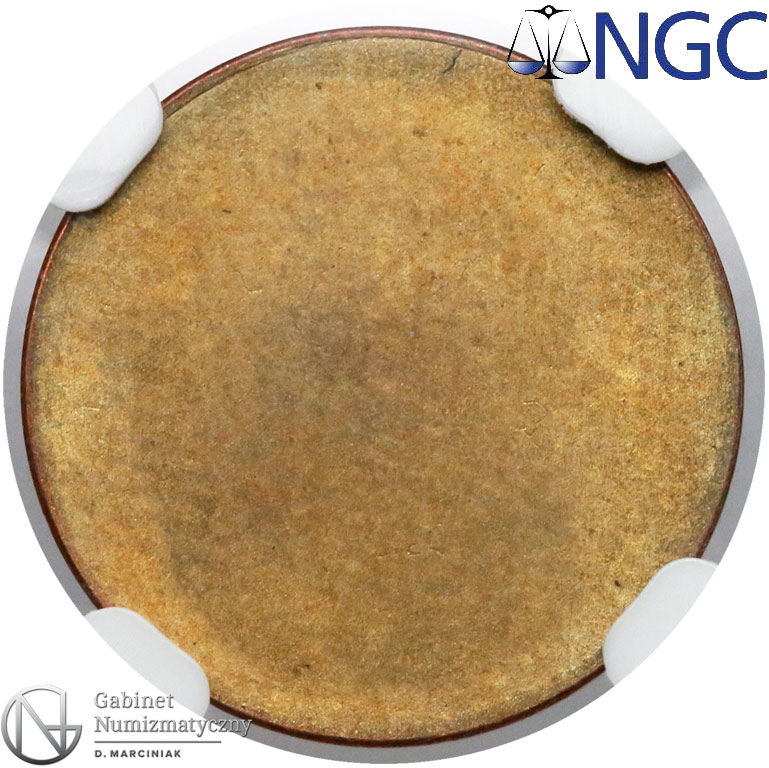
Jednostronna próba awersu 1 grosz 1923 rewers
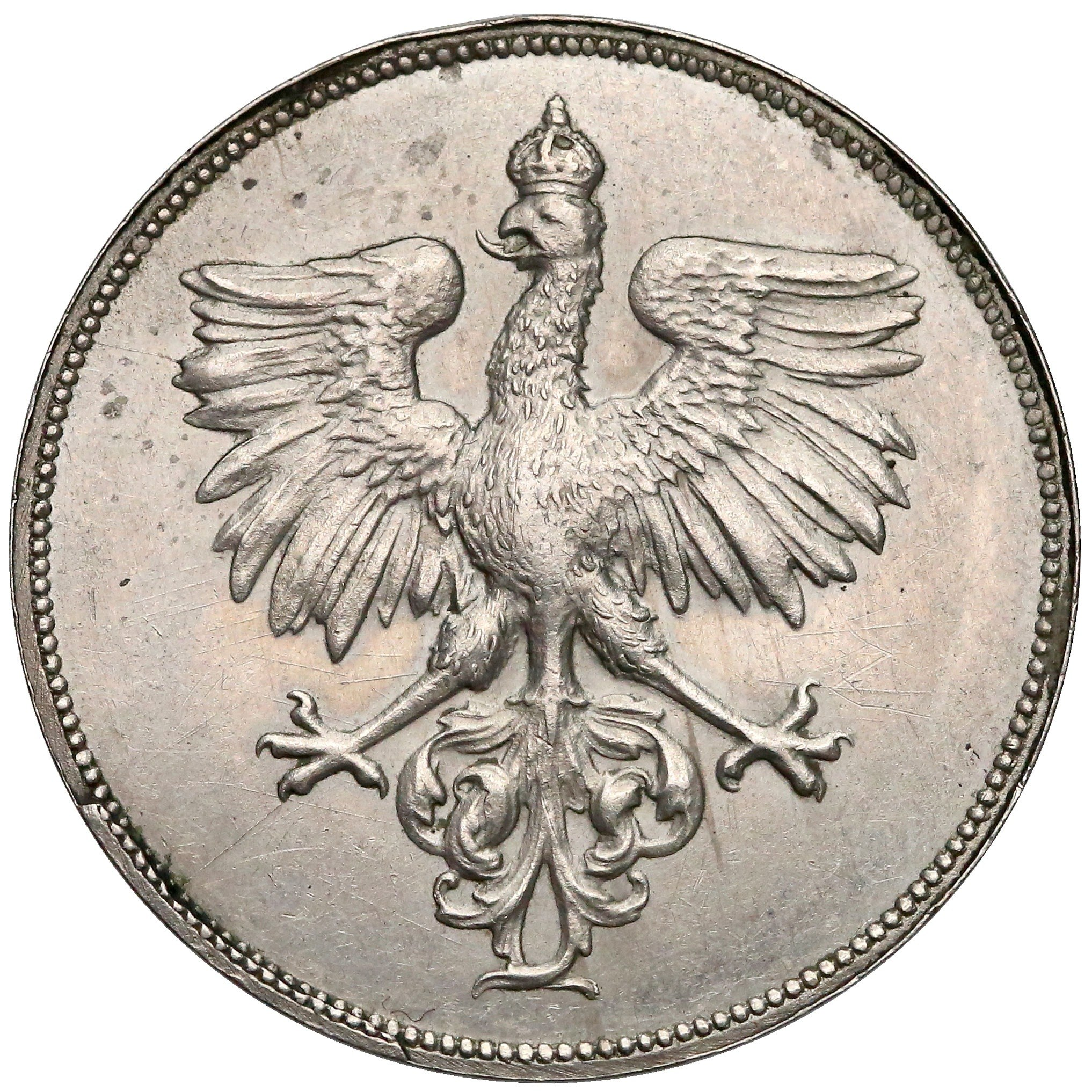
50 groszy 1919 awers
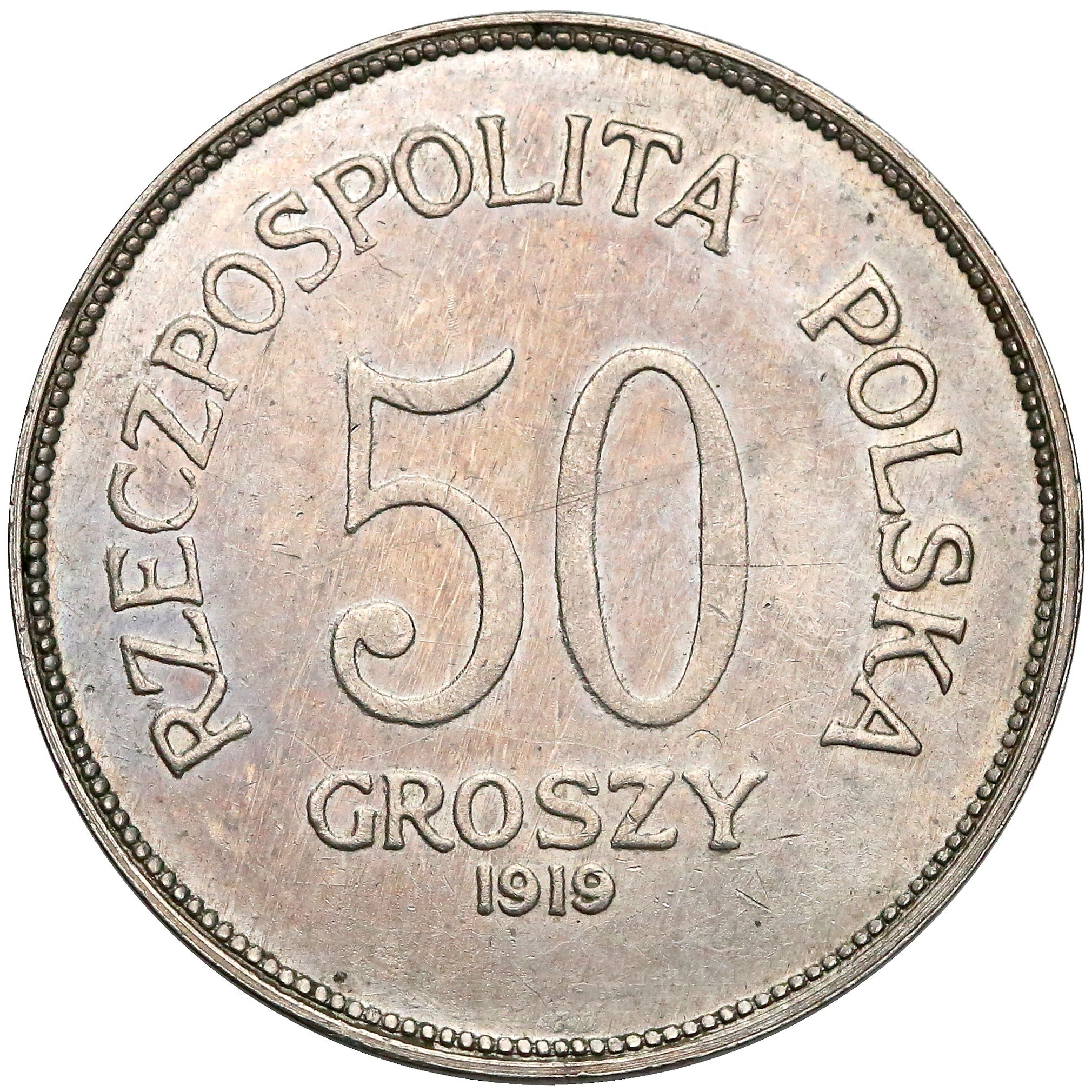
50 groszy 1919 rewers
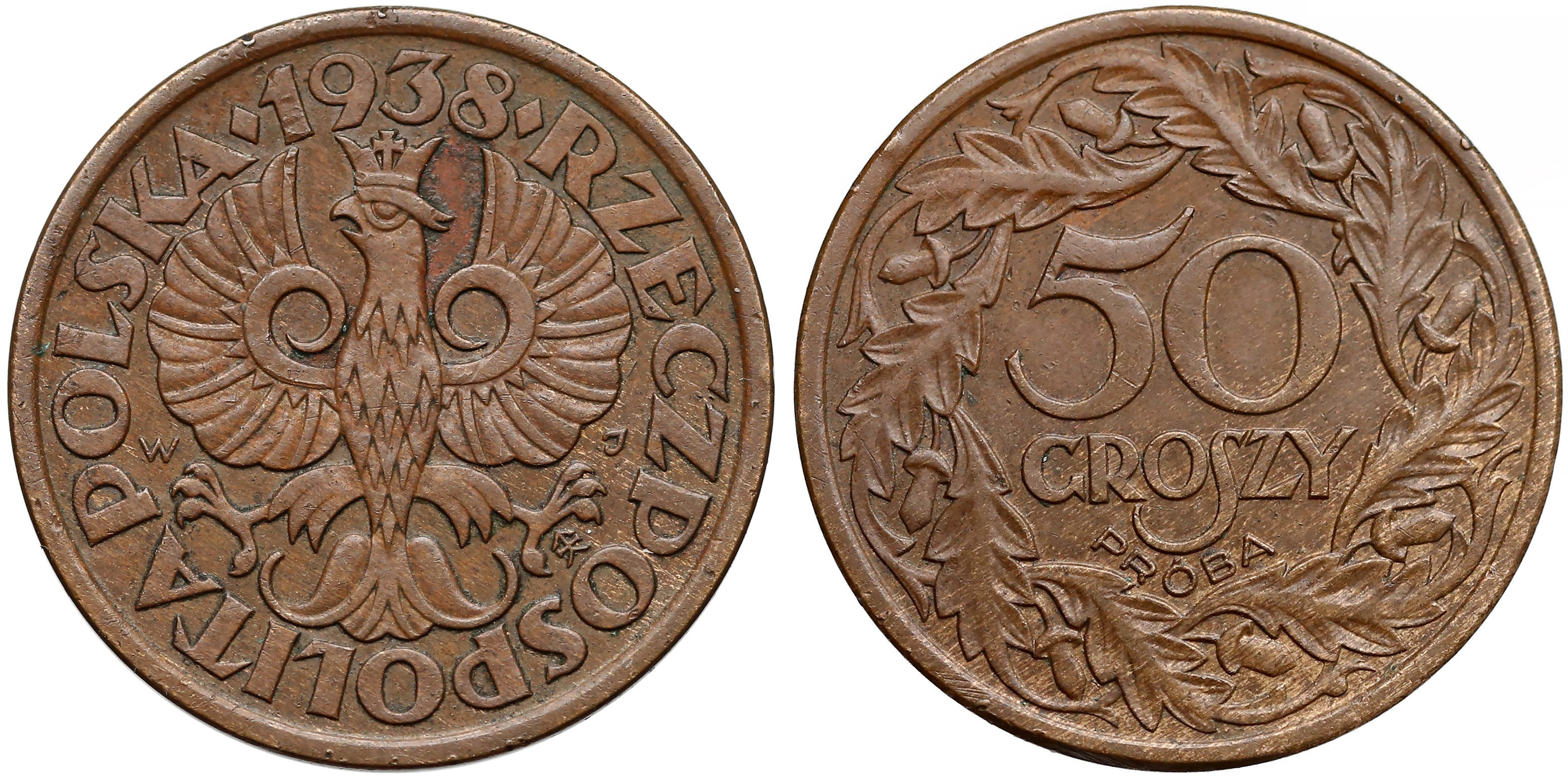
50 groszy 1938 ze starym orłem w brązie
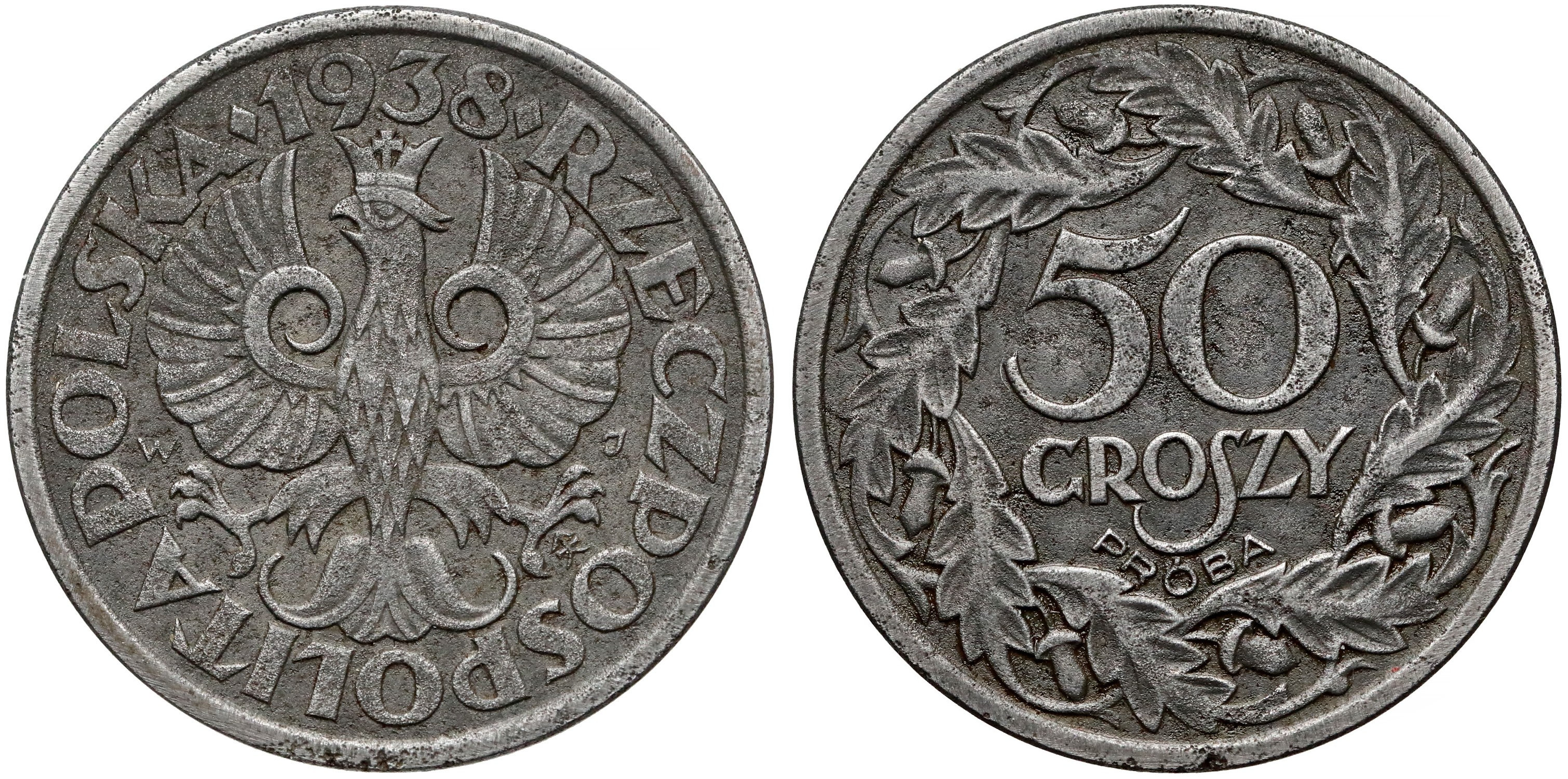
50 groszy 1938 ze starym orłem w żelazie
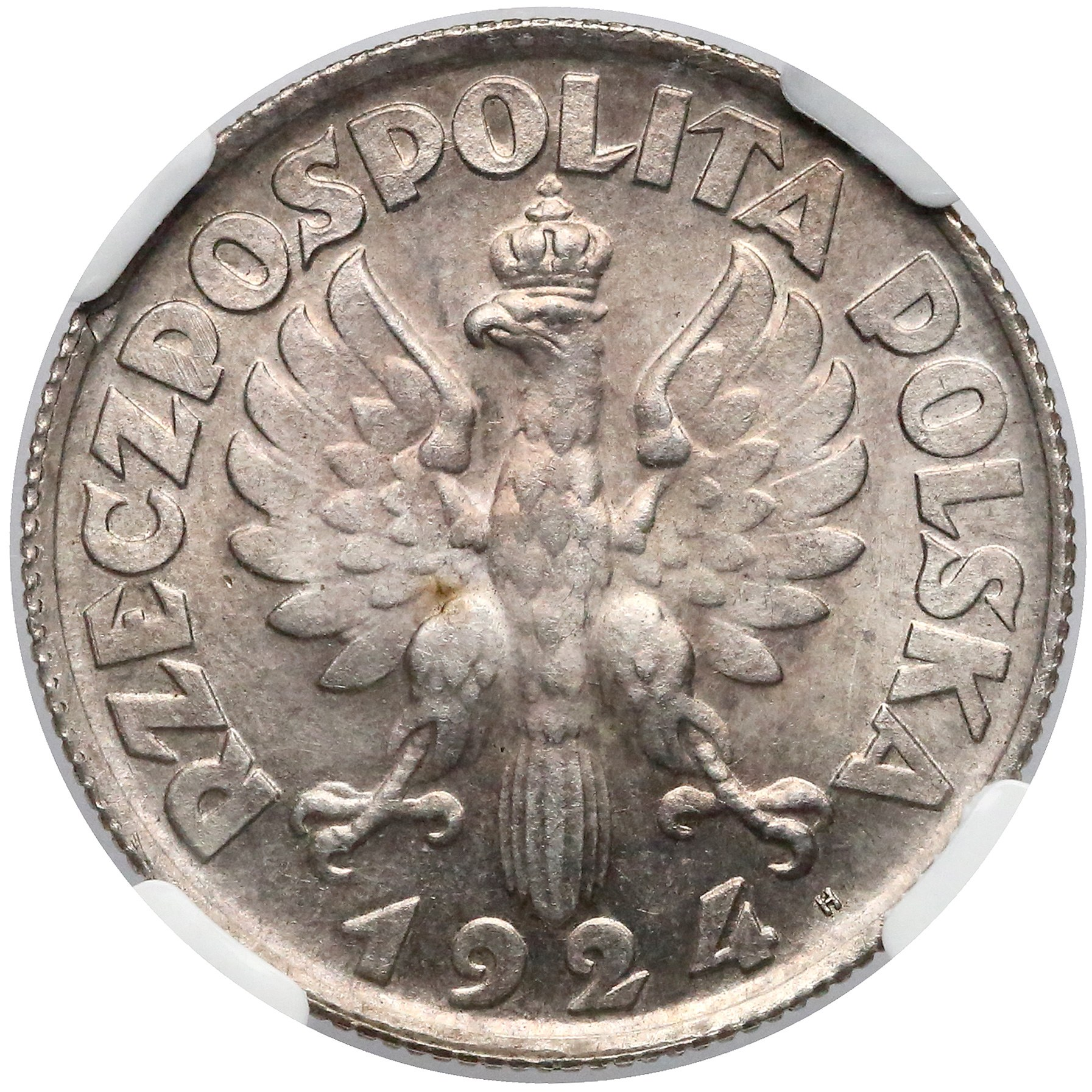
Angielskie 2 złote 1924 ze znakiem probierczym awers
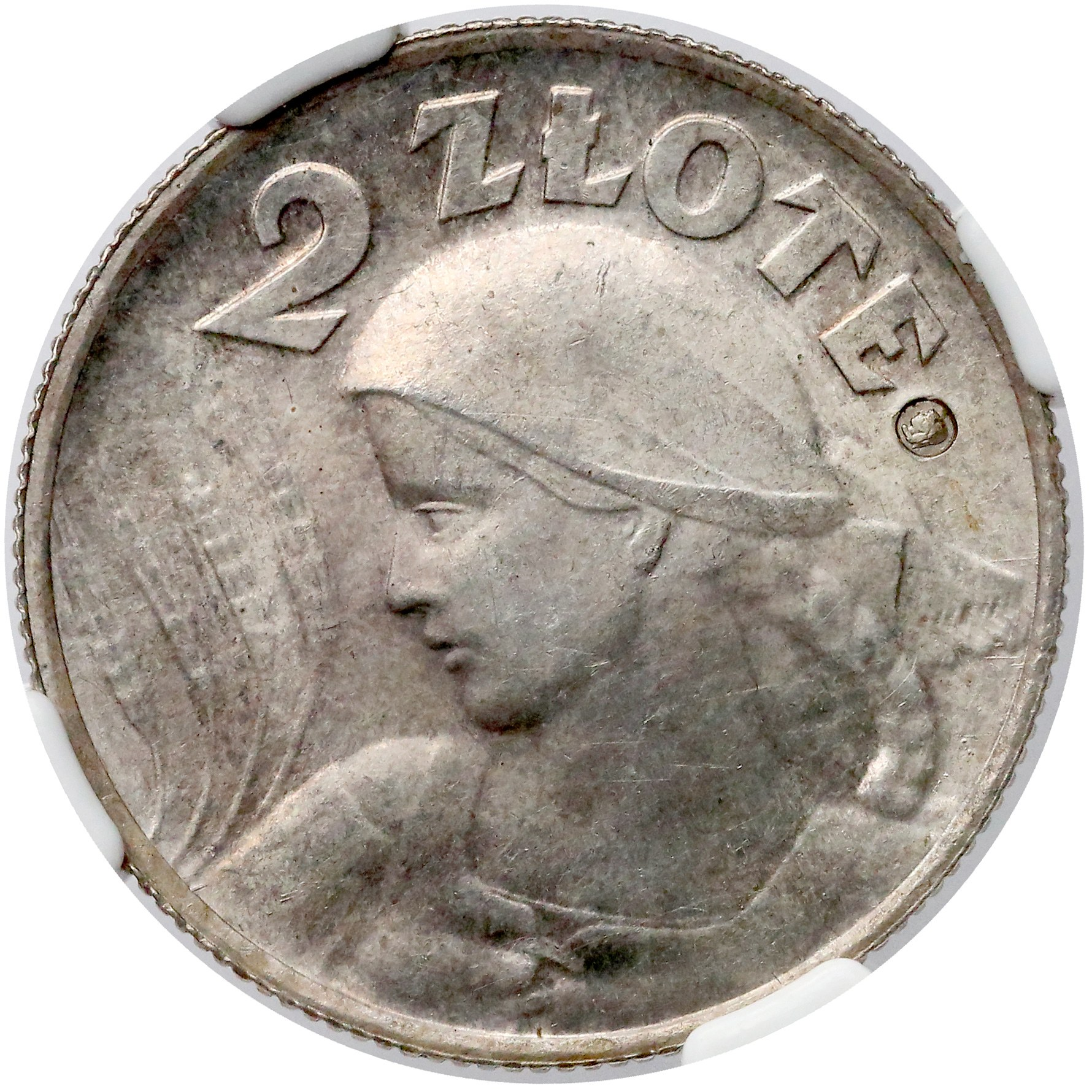
Angielskie 2 złote 1924 ze znakiem probierczym rewers
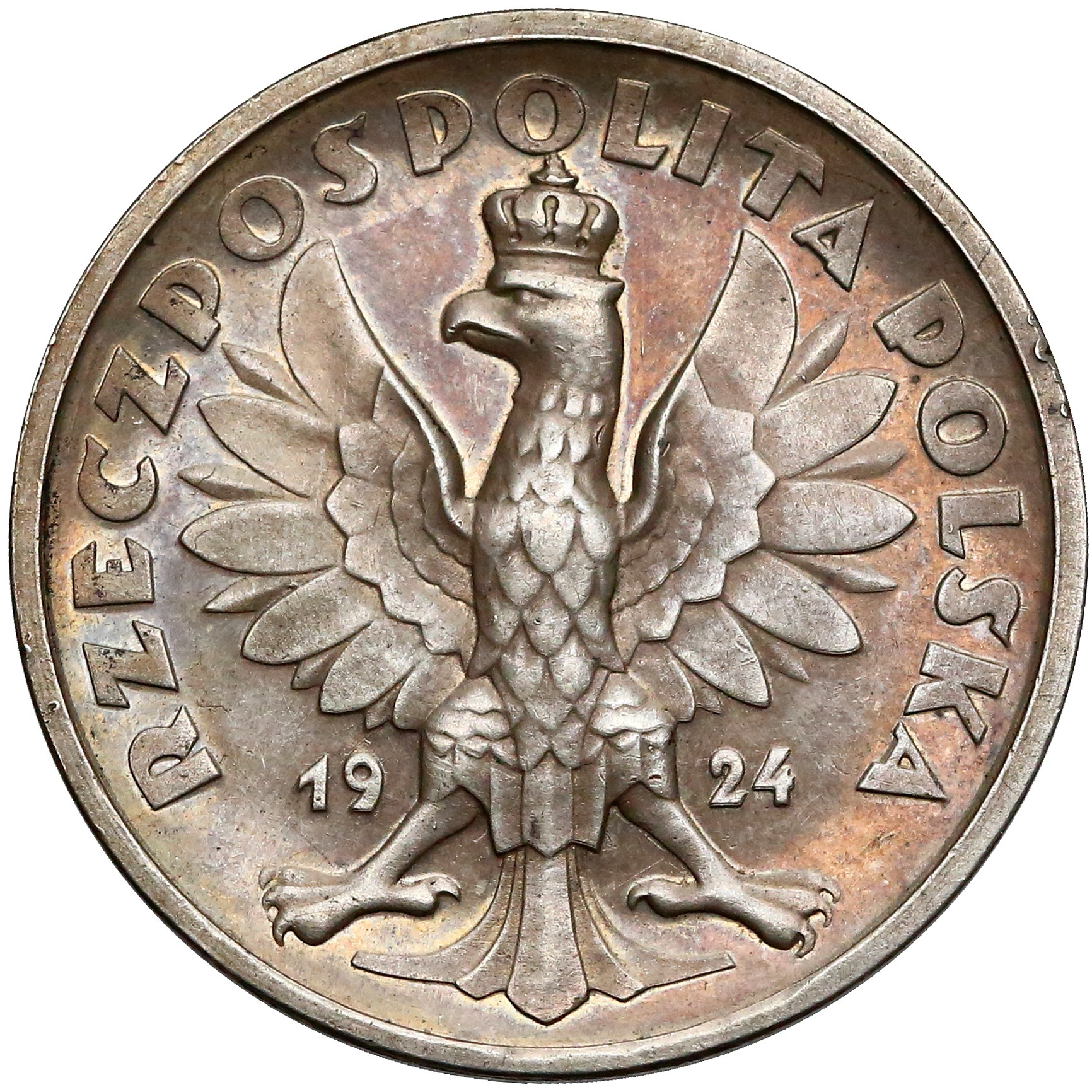
2 złote 1924 z innym orłem awers
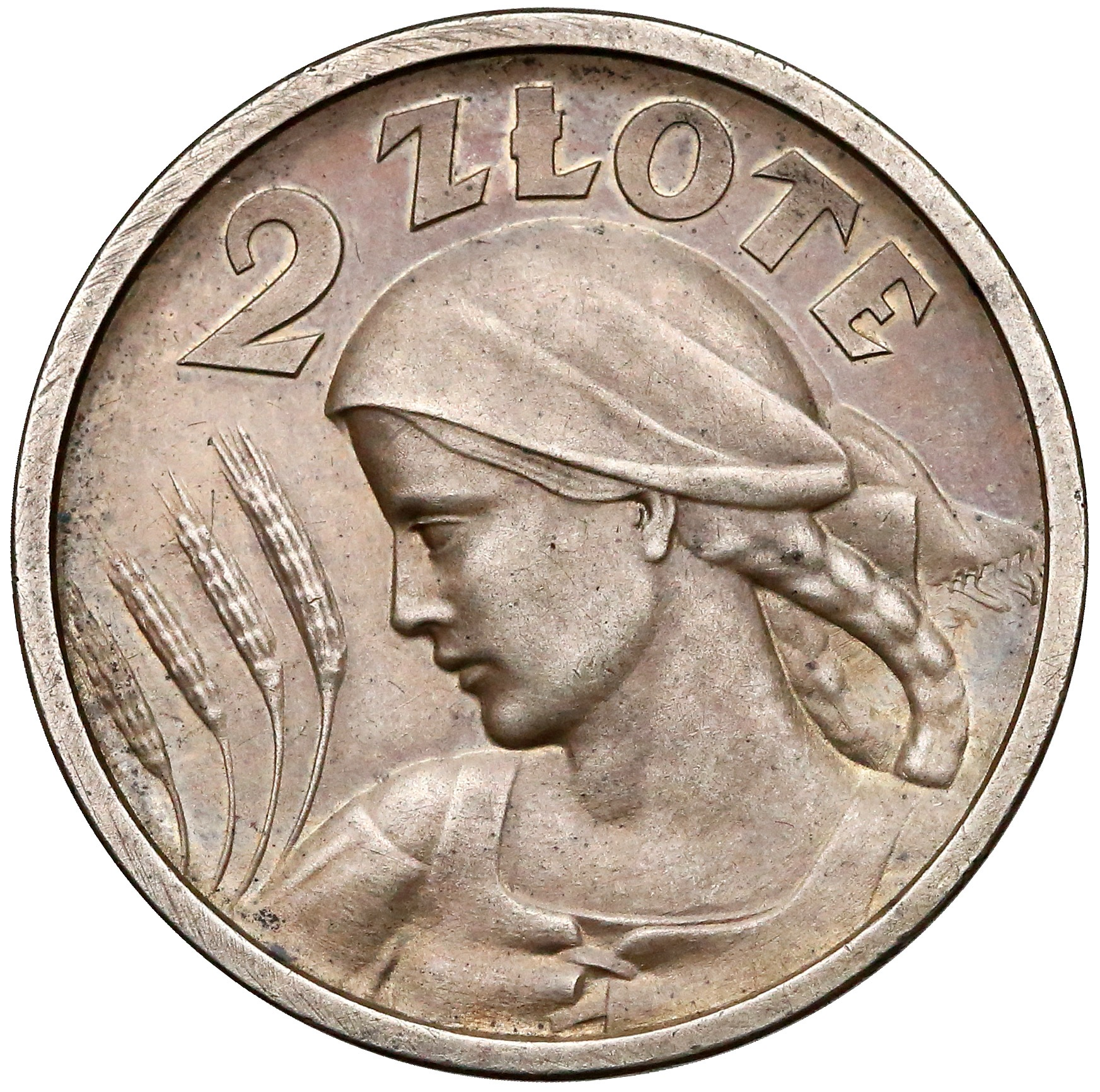
2 złote 1924 z innym orłem rewers
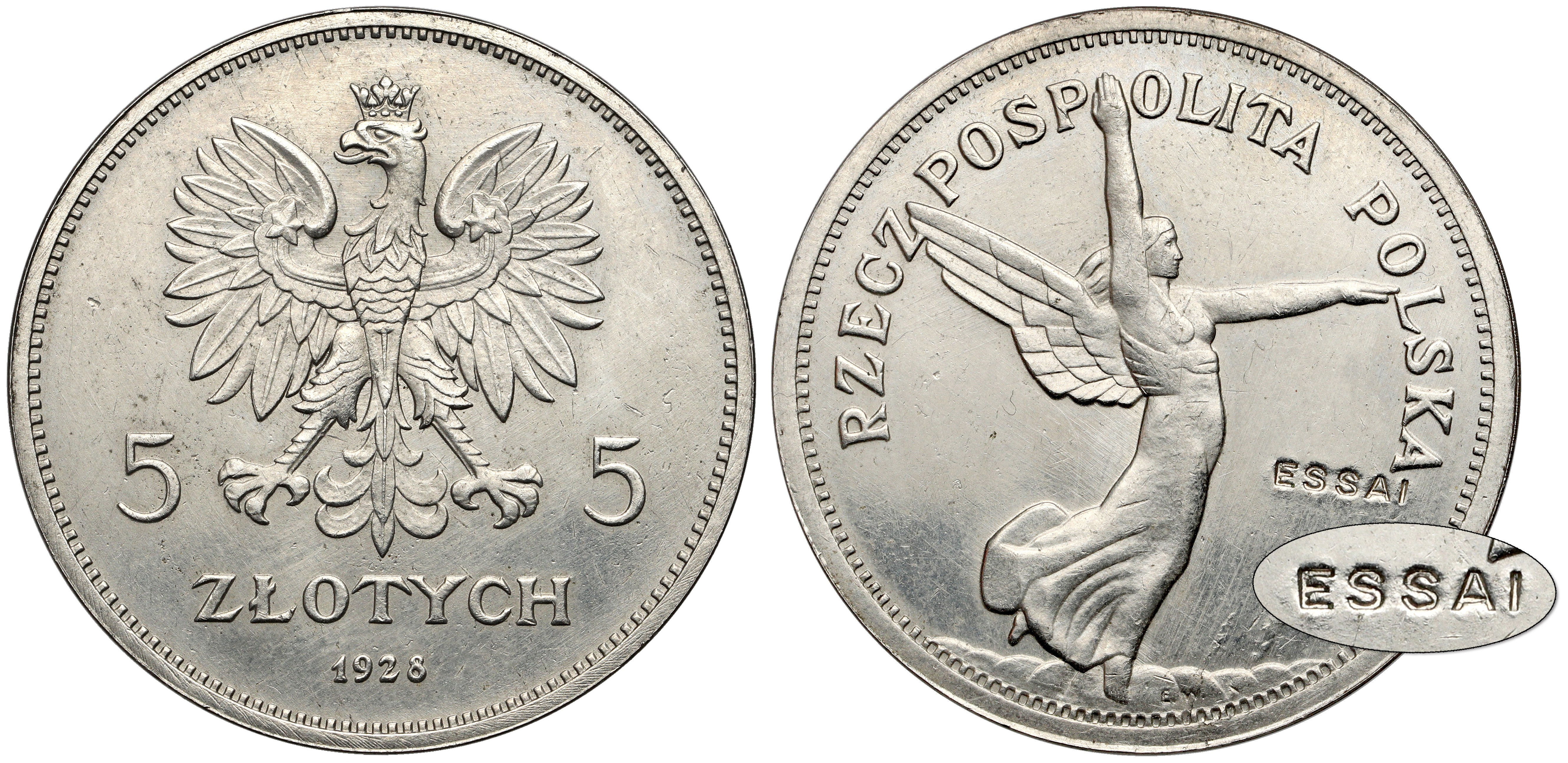
ESSAI 5 złotych 1928 Nike nikiel
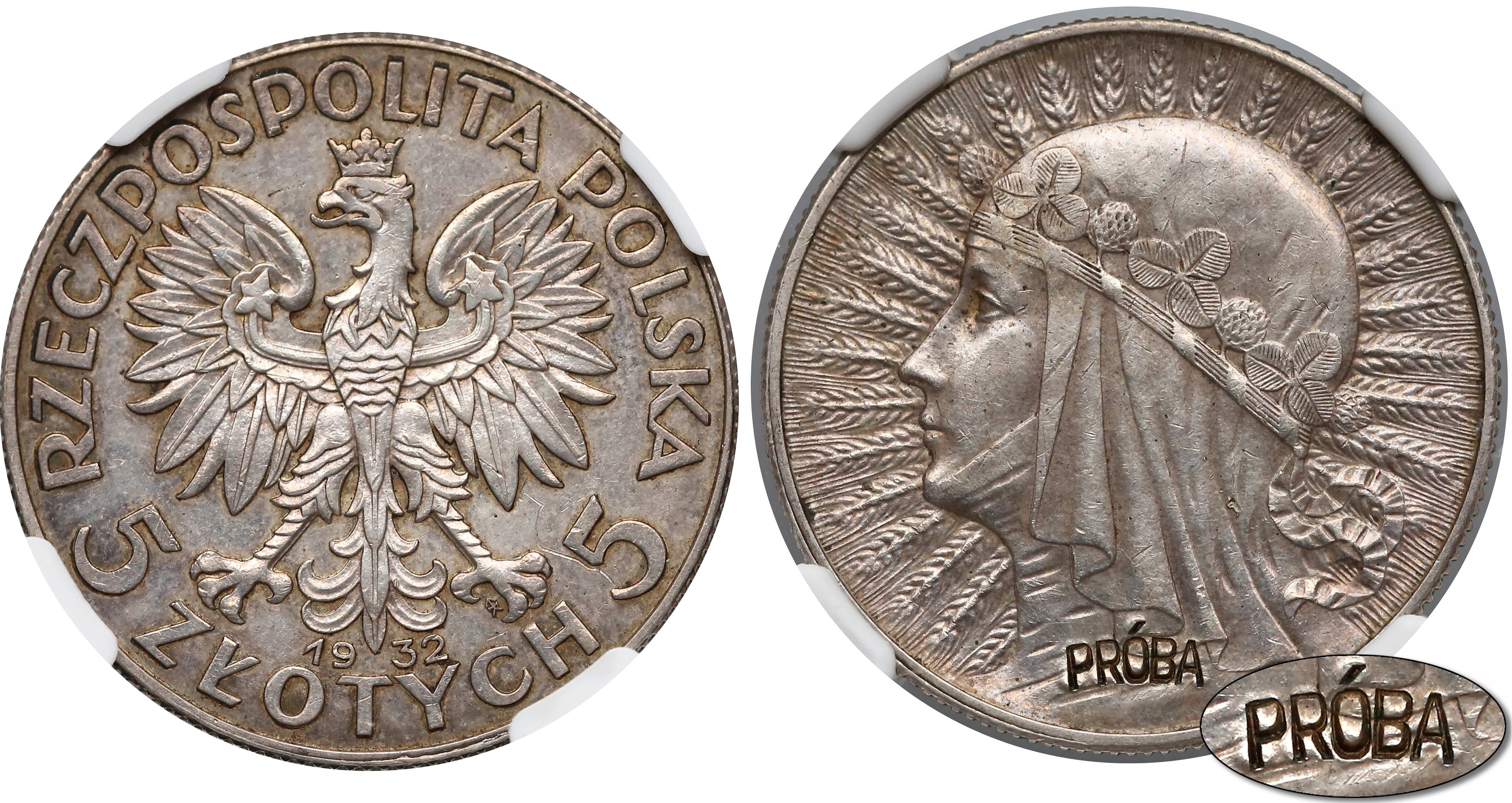
5 złotych 1932 Polonia z wklęsłym napisem PRÓBA
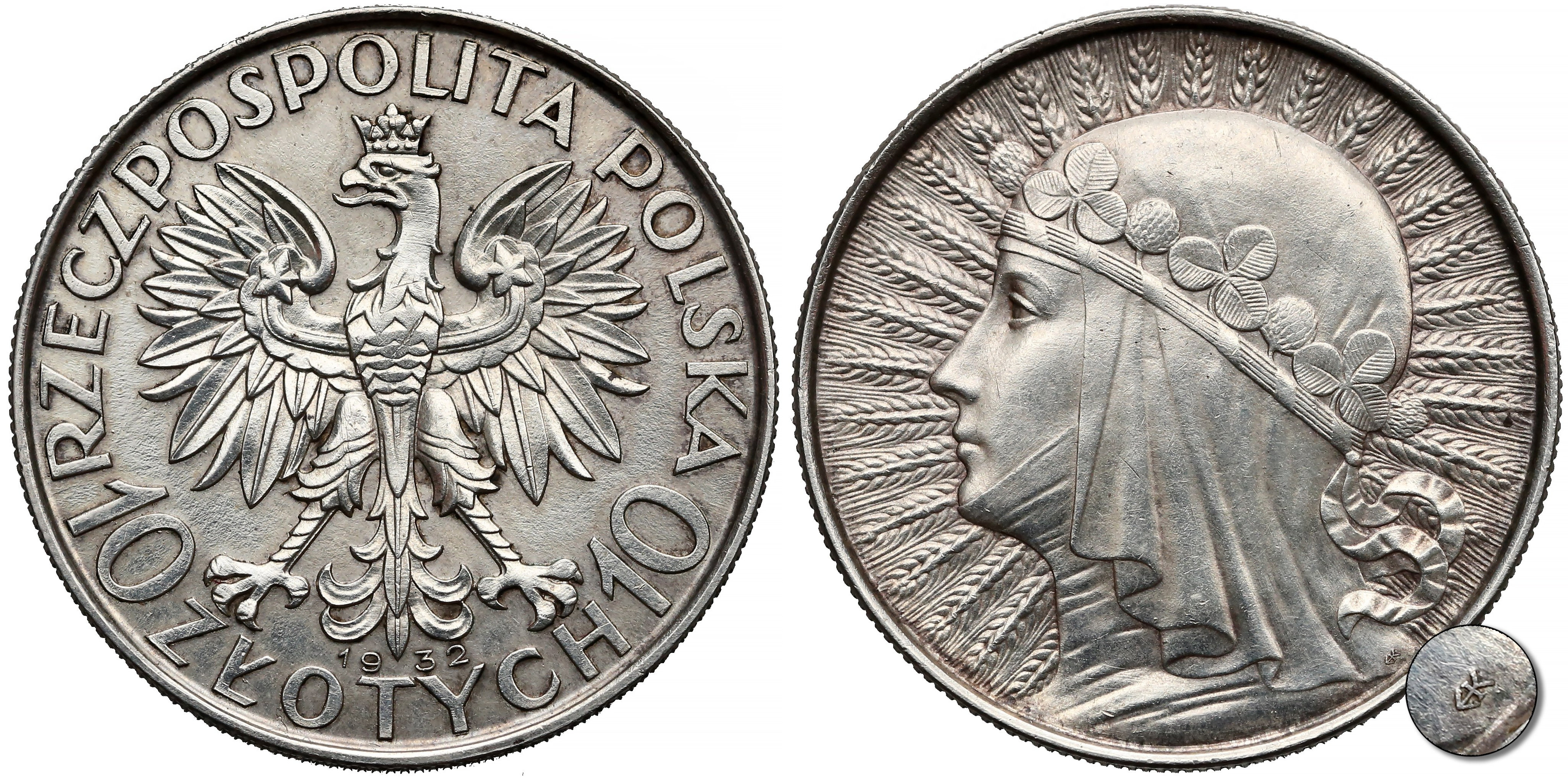
10 złotych Polonia 1932 głębokie bicie
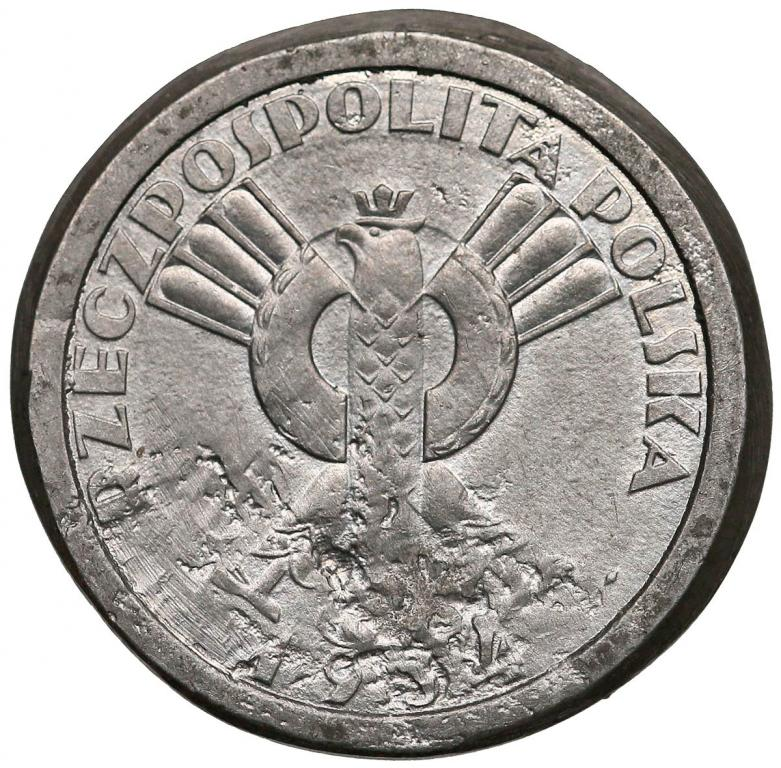
Projekt 10 złotych 1934 Kobieta wybity w bizmucie awers
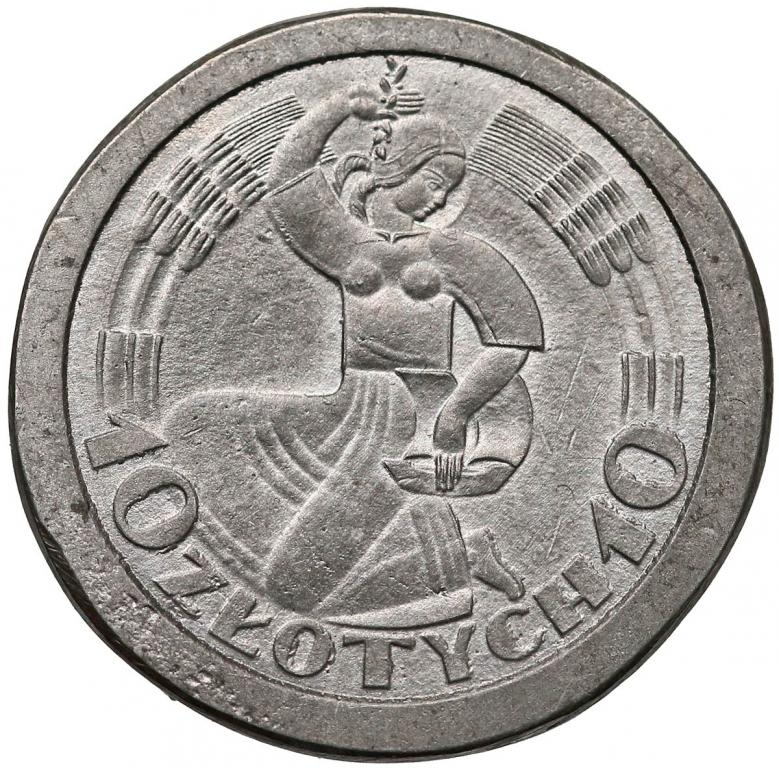
Projekt 10 złotych 1934 Kobieta wybity w bizmucie rewers
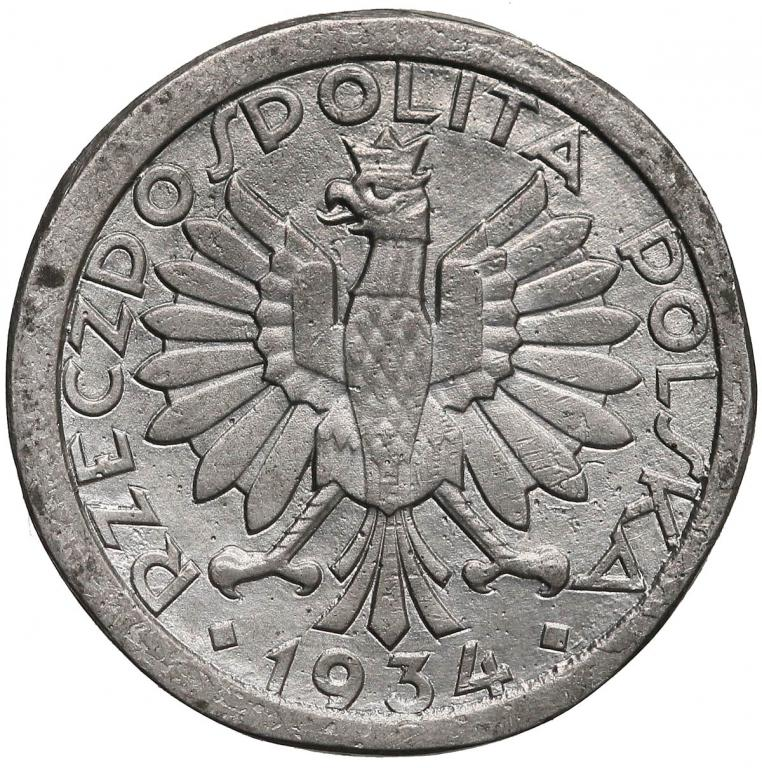
Projekt 10 złotych 1934 Nike wybity w bizmucie awers
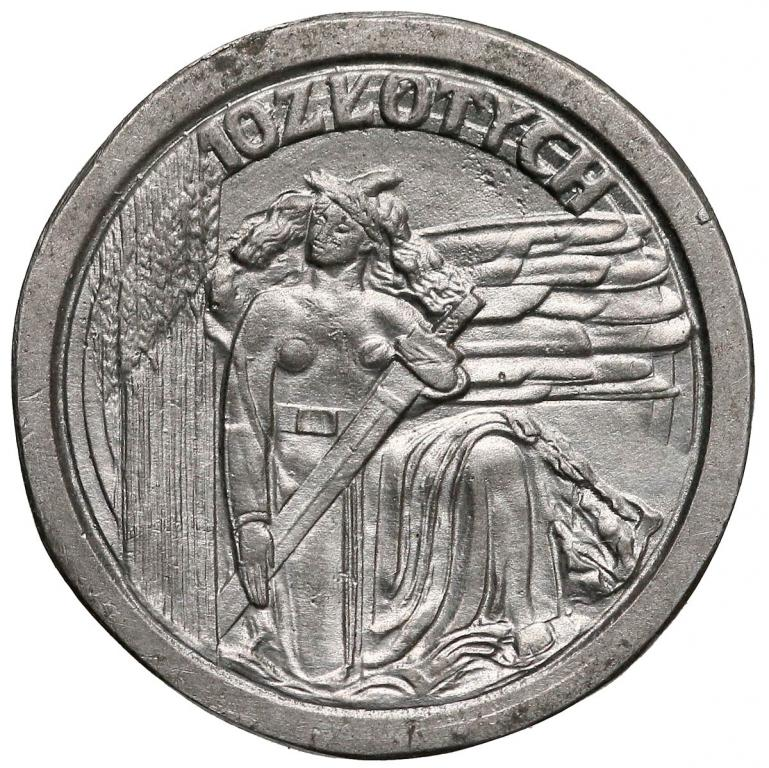
Projekt 10 złotych 1934 Nike wybity w bizmucie rewers
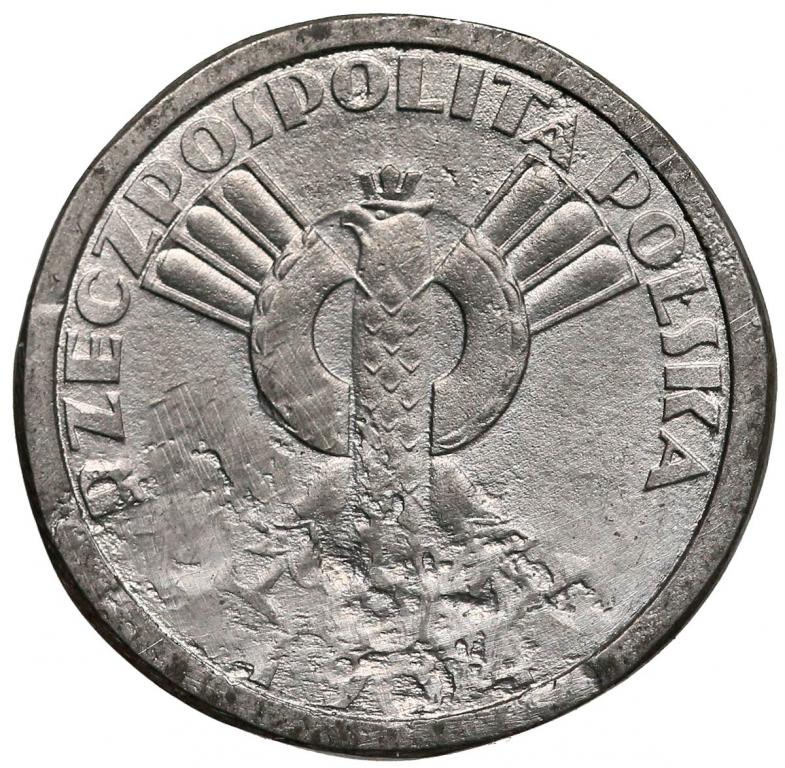
Projekt 10 złotych 1934 statek wybity w bizmucie awers
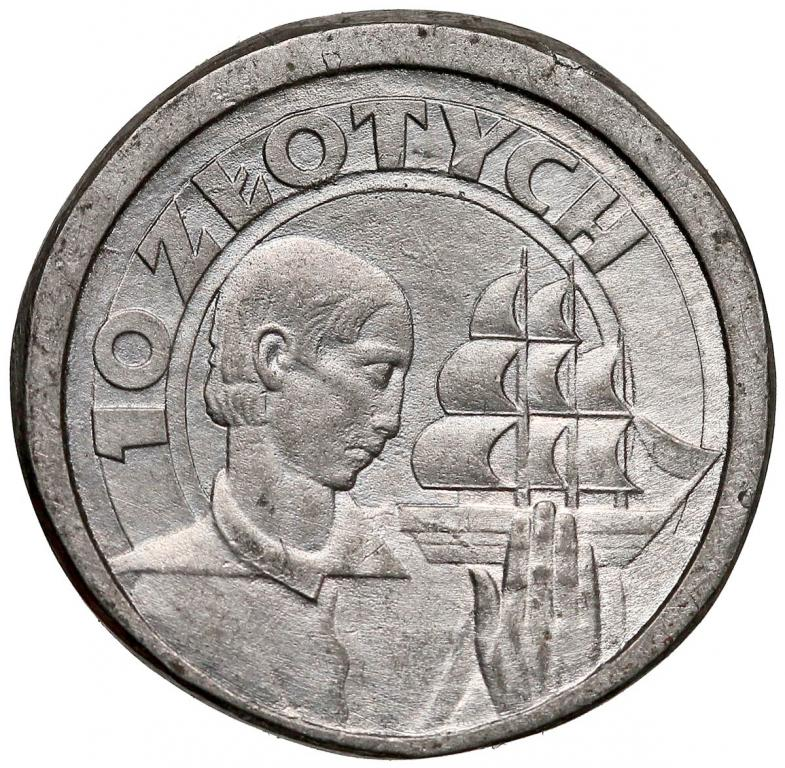
Projekt 10 złotych 1934 statek wybity w bizmucie rewers

## Monety próbne bite w okresie Generalnego Gubernatorstwa
Przez cały okres istnienia Generalnego Gubernatorstwa oficjalnymi środkami płatniczymi były wszystkie niesrebrne monety II Rzeczypospolitej, poza 50 groszy 1938, które wycofano z obiegu w 1942 r. Z biegiem jednak czasu monety te, najszybciej niklowe, znikały z obiegu tezauryzowane przez ludność. Władze okupacyjne postanowiły uzupełnić brakujący bilon wspomnianymi stalowymi monetami 50-groszowymi wybitymi jeszcze przez Bank Polski na wypadek wojny oraz 1-, 5-, 10- i 20-groszówkami bitymi według starych wzorów, ale w cynku. Tylko pięciogroszówka uległa istotniejszej modyfikacji, gdyż znacznie zmniejszono jej średnicę i postanowiono skorzystać z krążków z centralnym otworem. Rozpoczynając emisje w cynku wybito od 100 do 200 sztuk monet próbnych 1-, 2- i 5-groszowych, z wklęsłym napisem „PRÓBA”. Monety dwugroszowe nigdy nie doczekały się realizacji obiegowej.

Monety próbne bite w latach Generalnego Gubernatorstwa
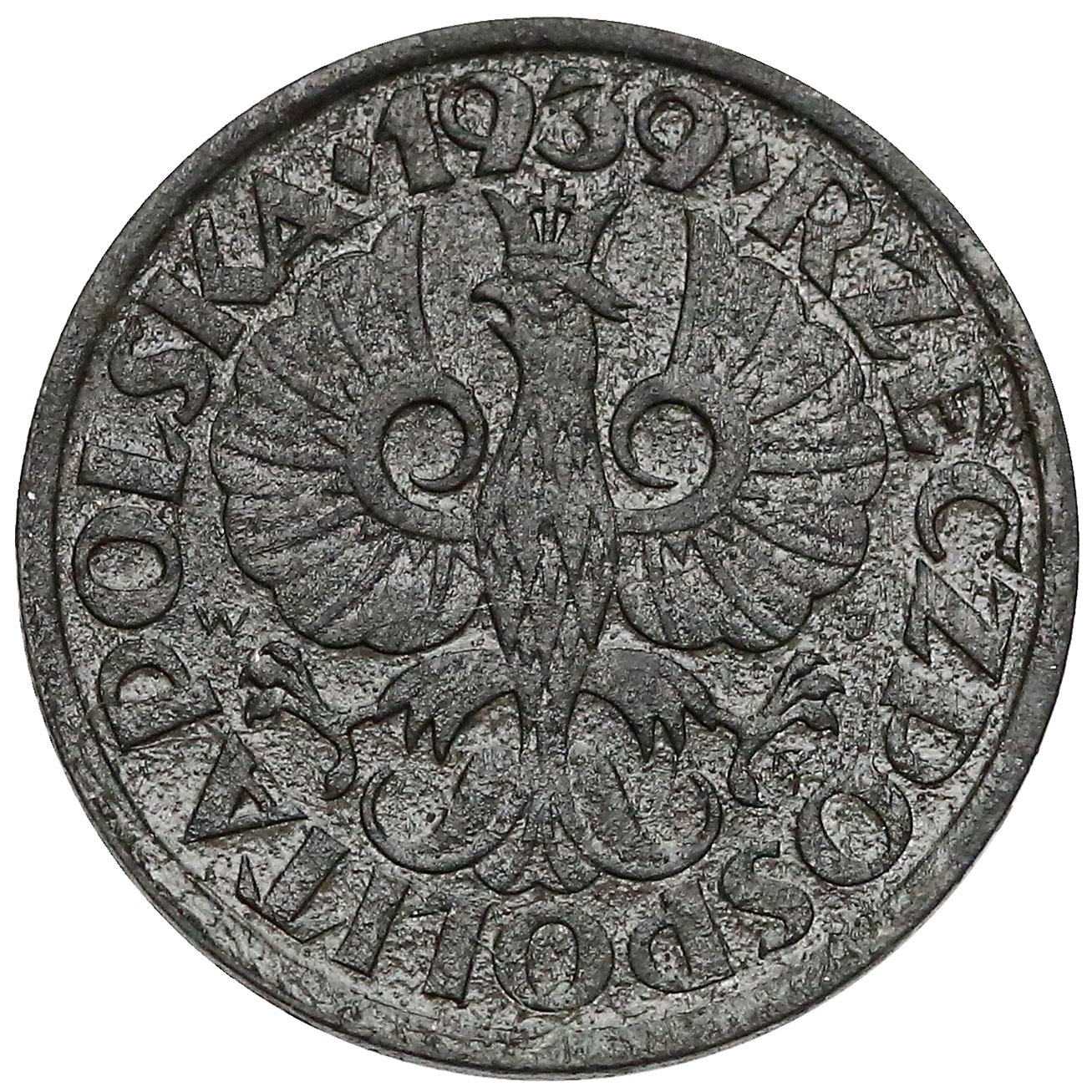
1 grosz 1939 cynk PRÓBA awers
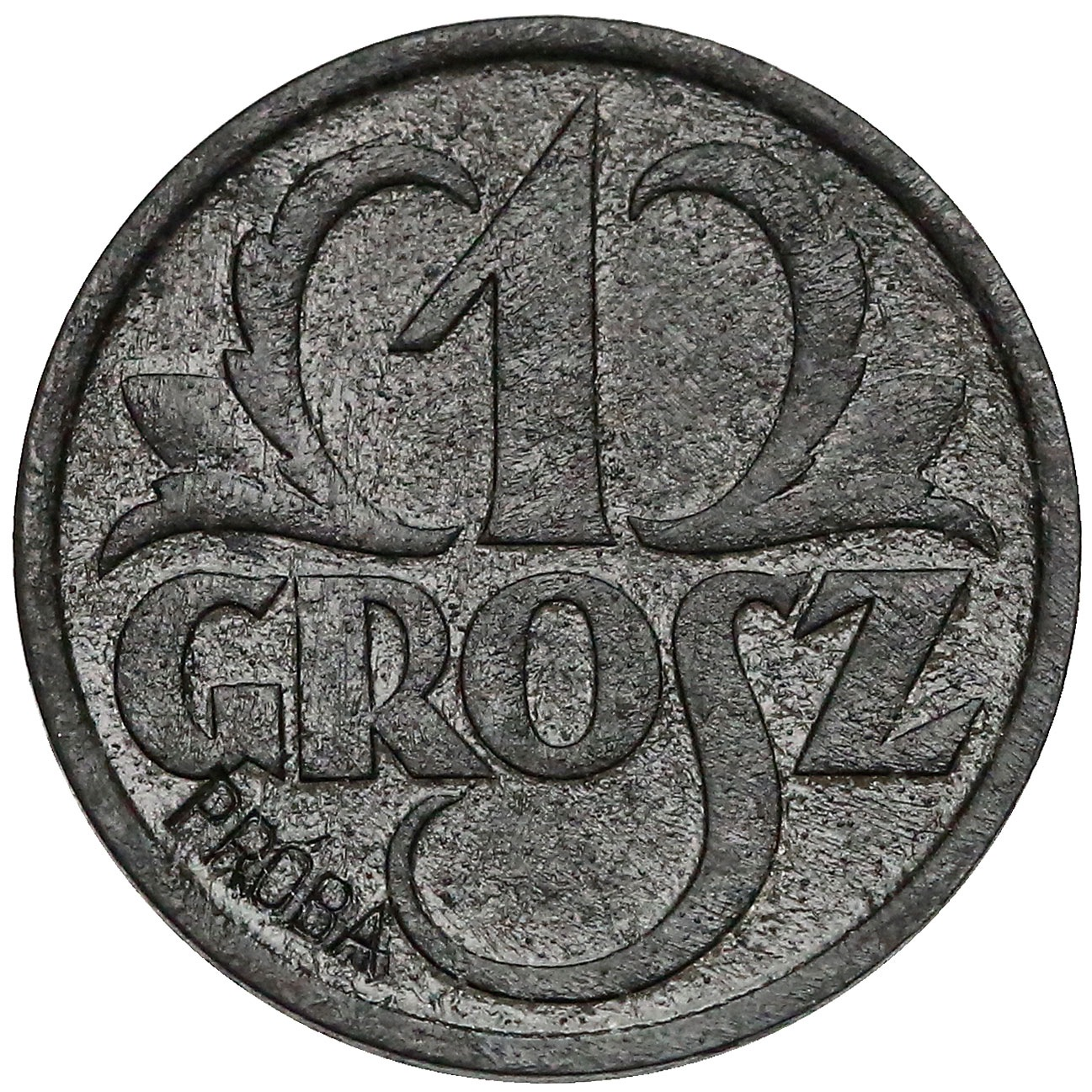
1 grosz 1939 cynk PRÓBA rewers
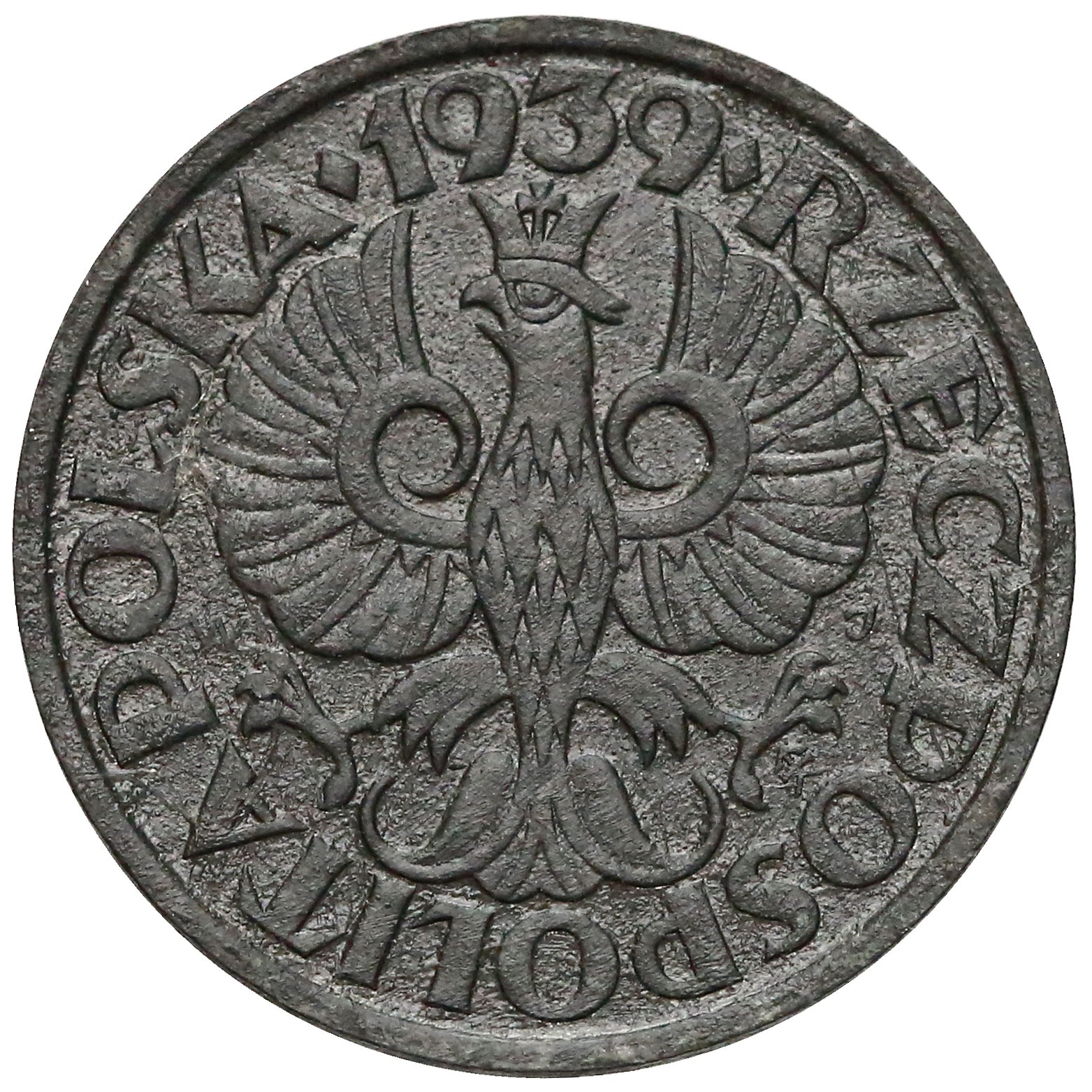
2 grosze 1939 cynk PRÓBA awers
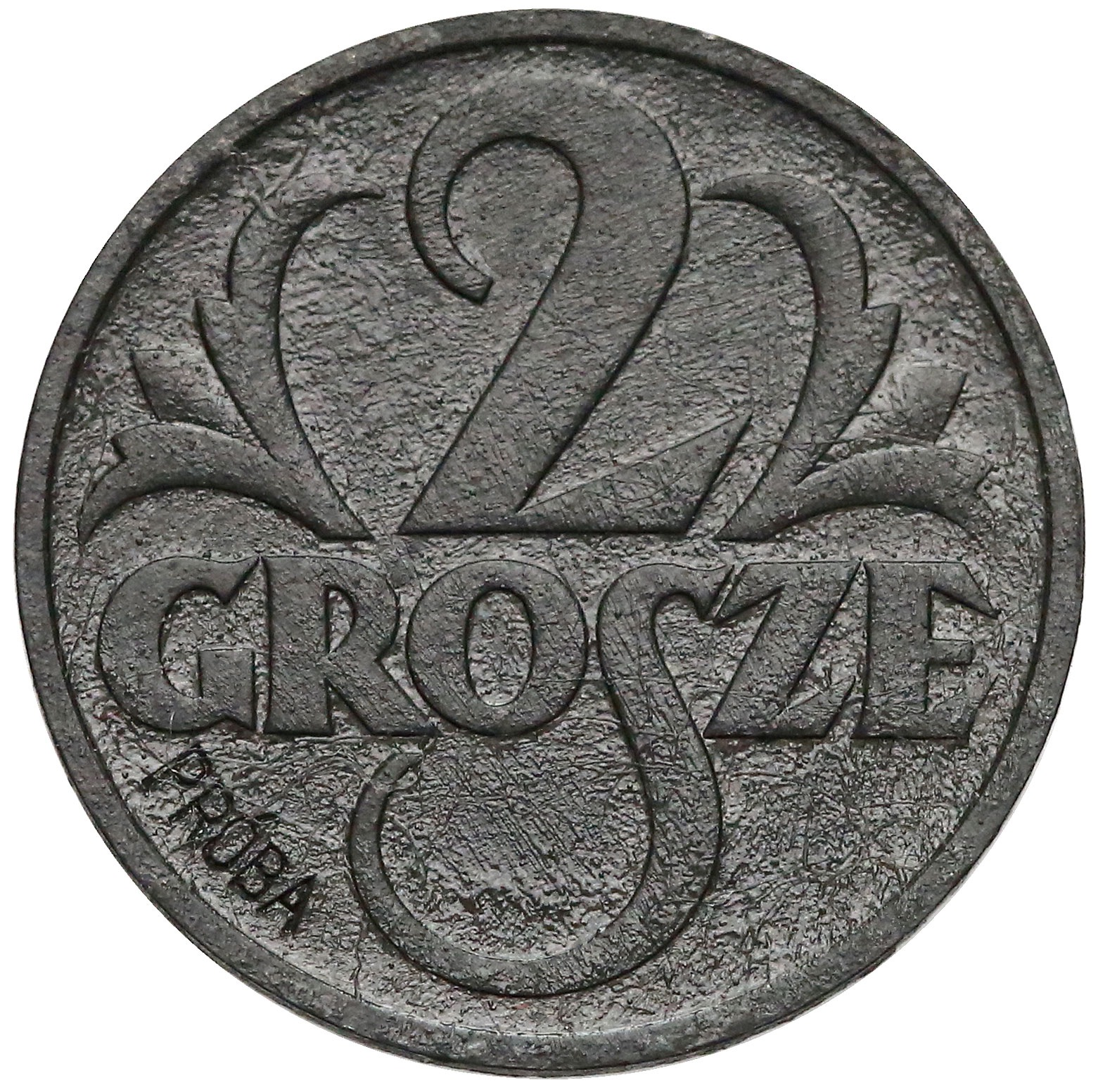
2 grosze 1939 cynk PRÓBA awers

## Źródła informacji o monetach próbnych II Rzeczypospolitej i Generalnego Gubernatorstwa
W początku XXI w. stan wiedzy o monetach próbnych II Rzeczypospolitej i Generalnego Gubernatorstwa to wynik wieloletnich obserwacji aukcji numizmatycznych, portali internetowych, kwerend przeprowadzonych w wiodących muzeach i analizy zgromadzonych dokumentów. Poza wiedzą polskich i rozrzuconych po świecie kolekcjonerów, bezcennymi źródłami okazują się również:
- komplet przedwojennych cenników wydawanych przez Gabinet Numizmatyczny Mennicy,
- prywatne archiwum Władysława Terleckiego, w tym jego autorski egzemplarz katalogu, w którym znajdują się odręczne poprawki maszynopisu,
- notatki największego na owe czasy kolekcjonera i handlarza jakim był Gustaw Soubise-Bisier,
- prywatne archiwum Edmunda Kopickiego, który podczas swojej wieloletniej pracy miał dostęp do największych prywatnych zbiorów, przy studiowaniu których sporządzał notatki i wykonywał odbitki ołówkowe wizerunków monet.

Pomimo to nie ma ostatecznej pewności, czy temat jest całkowicie zgłębiony i czy nie pojawią się jeszcze nieznane numizmaty próbne z tego okresu.

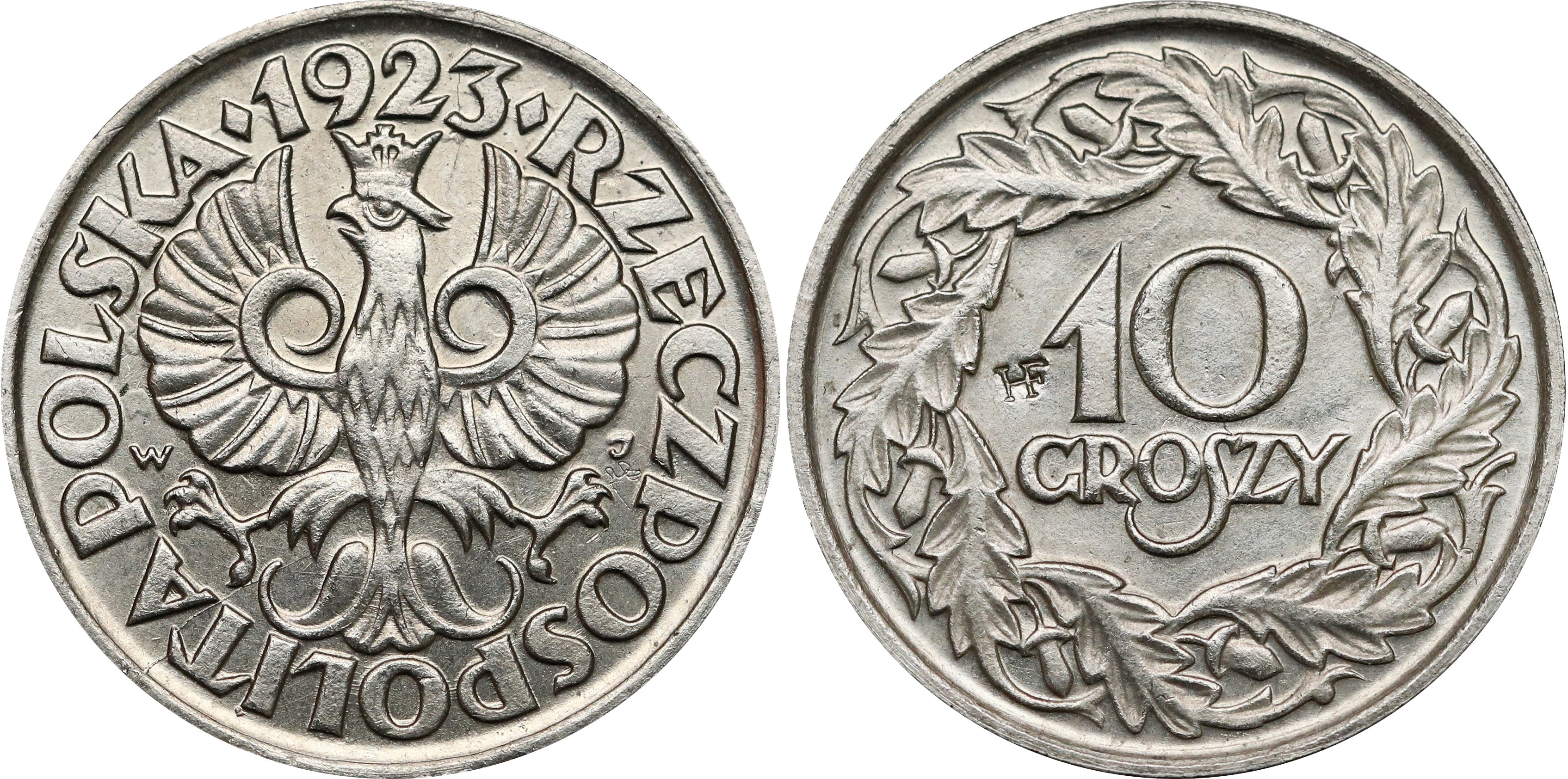
10 groszy 1923 HF

W drugim i trzecim dziesięcioleciu XXI w. głównym opracowaniem poświęconym zagadnieniu monet próbnych okresu 1919–1939 jest praca Janusza Parchimowicza: „Monety Rzeczypospolitej Polskiej 1919–1939”. Na przestrzeni jedenastu lat ukazały się dwa wydania tej książki – pierwsze w 2010 r., a drugie w 2021 r. O „niestabilności merytorycznej” zagadnienia polskich monet próbnych (nieobiegowych) pierwszej połowy XX w. mogą świadczyć zmiany i uzupełnienia jakie wprowadził Janusz Parchimowicz w drugim wydaniu swojej pracy, w tym między innymi:
- przesunięcia niektórych monet z grupy kolekcjonerskiej (o znanych nakładach) do grupy technologicznej albo bić w innych metalach (o nieznanych nakładach)[88],
- usunięcie opisywanej w katalogach od drugiej połowy XX w. odmiany klipy z Janem III Sobieskim bez napisu „PRÓBA”[89],
- rozpoznanie nowej odmiany monety 5 złotych 1925 Konstytucja o 82 zamiast 81 perełkach na rewersie[90],
- opisanie monet próbnych niklowych: 10, 20 i 50 groszy z 1923 r. z mennicy Le Locle oznaczonych wklęsłą puncą HF na rewersie, mimio że autor w słowie wstępnym przedstawił wyniki swojej analizy prównawczej nasuwające wątpliwości co do autentyczności tych, uznawanych przez rynek kolekcjonerski, wersji próbnych monet obiegowych (wykonania wklęsłych znaków puncą w latach dwudziestych XX w. w mennicy Le Locle)[91].